# Keszthely
Keszthely (németül: Kesthell, szlovénül: Blatenski Kostel, horvátul: Kestel vagy Monoštor) város a Nyugat-Dunántúlon, Zala vármegye Keszthelyi járásának központja. A Balaton nyugati szegletében fekszik, a tóparti térség második és Zala vármegye harmadik legnagyobb települése és a régió egyik legfontosabb kulturális, oktatási, illetve gazdasági központja. Élénk turizmussal, fontos gazdasággal, jelentős történelemmel és kultúrával rendelkezik; kedvező fekvése, könnyű közúti megközelíthetősége miatt kedvelt üdülőhely. 
Bár már a római idők óta lakott hely, az első történelmi bizonyíték a település létezéséről egy 1247-es dokumentumból ismert. 1421-ben kapott mezővárosi címet; későbbi története során igen sokat köszönhetett a Festetics családnak. A horvát származású Festetics Kristóf ugyanis Keszthelyt választotta birtokai központjául, ekkor kezdődött meg a Festetics-kastély építése – bár az a mai formáját később nyerte el – és a térség lendületes fejlesztése. 1797-ben Festetics György itt alapította meg a Georgikont, Európa első olyan felsőfokú tanintézetét, melynek célja a hazai gazdálkodás fejlesztése volt.
A főtéren található a város legrégebbi, ma is álló épülete, a Magyarok Nagyasszonya-templom, mely 1390 körül épülhetett, és melyben a mai Magyarország legnagyobb gótikus freskója található. E templom szentélyében helyezték el a Festetics család síremlékeit.

## Nevének eredete
Neve a szláv Kostel-ből származik (lásd még: Kesztölc). A név magyar részét potenciálisan egy fonetikai hasonlóság és népi etimológia képezheti: Kesztely → Keszthely. (1247 – Kesztel)

## Fekvése
A Balaton nyugati végén, a Keszthelyi-öböl partján, a Zala folyó torkolatától északra fekszik, délen sík, északra kissé dombos területen. A környéken található Zalai-dombság és Keszthelyi-fennsík dombjai, hegyei ölelik körbe a várost. Éghajlata az Adriai-tenger és a Balaton közelsége miatt kiegyensúlyozottabb, a nyár kevésbé forró, a tél kevésbé fagyos.

### Megközelítése, közlekedése

#### Közúti közlekedés
A város autóval a 71-es főúton a Balaton északi partján vagy Balatonszentgyörgyön át a déli partja felől is megközelíthető. Keleti határában indul Rédics–Lenti felé a 75-ös, illetve áthalad a külterületei között a Körmend–Zalaegerszeg felé vezető 76-os főút is. A 71-es főút néhány évtizeddel ezelőtt még keresztülhaladt a város központján, de már jó ideje nagy sugarú ívben elkerüli azt. (Szintén a térség településeket elkerülő úthálózatának része a 760-as főút is, mely szintén érinti a területét.)
Keszthely területén több alsóbbrendű, de országos közútnak minősülő útszakasz is húzódik, ezek egy része olyan út, amely a várost elkerülő körgyűrű átadása előtt a 71-es főút valamelyik szakasza volt; más útvonalak kezdőpontja korábban a belvárosban volt, miközben ma már a periférián indulnak. A fontosabb alsóbbrendű utak közé tartozik a Sümeg felé vezető 7327-es út, és a Várvölgy felé induló 7343-as út; a belvárost tehermentesítő utak közé, egyebek mellett az északi városrészben kelet-nyugati irányban végighúzódó 7347-es és a város nyugati szélén húzódó 7348-as számú út tartozik.
A jó útviszonyok (illetve a környező települések rossz vasúti ellátottsága) következtében a Volánbusz által üzemeltetett városkörnyéki autóbusz-hálózat messze a magyarországi átlag fölött van. A kistérség településeivel napi átlagban 10–20 járatpár köti össze a várost, de a megyeszékhelyre (Zalaegerszegre) és Tapolcára is sűrűn járnak járatok. Távolsági járatok közlekednek Keszthely és Budapest, illetve szinte valamennyi dunántúli nagyváros, továbbá Kecskemét, Kiskunfélegyháza, Szentes, Orosháza, Békéscsaba, Baja és Szeged között is. A városban hat vonalon helyi közlekedés is működik. Hévízre mintegy negyedóránként indul járat Keszthelyről.
A városba közúton érkezők számára fontos információ lehet még, hogy a belvárosban történő parkolás díjköteles.

#### Vasút
A hazai vasútvonalak közül a várost a Balatonszentgyörgy–Tapolca–Ukk-vasútvonal érinti, melynek két megállási pontja – egy állomása és egy megállóhelye – van a határai között. Keszthely vasútállomás a belváros és a tópart között helyezkedik el, Helikonliget városrészben, az autóbusz-állomástól alig néhány lépésre – közúti megközelítését a 71 345-ös számú mellékút (települési nevén Mártírok útja) biztosítja –, Fenékpuszta megállóhely pedig a névadó külterületi városrész és a Balaton-part között helyezkedik el; közvetlenül mellette található a Fenékpusztai Madárvonulás-kutató Állomás. (Fenékpuszta megállóhely 2019 óta nem üzemel.)
Közvetlen járatokkal elérhető vasúton Budapest, Miskolc, Nyíregyháza és több dunántúli nagyváros – így Kaposvár, Pécs, Siófok, Székesfehérvár, Szombathely – felől; továbbá elővárosi vonatok közlekednek a város érintésével Tapolcára is. Nyaranta a megnövekvő turistaforgalom miatt a Keszthelyre közlekedő járatok száma megnő, az ország több pontjáról, illetve Bécsből is indul ide közvetlen járat. Korábban volt rendszeres vasúti kapcsolata Marcalin át Somogyszobbal is, de a Somogyszob–Balatonszentgyörgy-vasútvonalon a személyszállítás 2009. december 13-án, a 2009/2010. évi menetrendváltással megszűnt).
A város vasúti közlekedésének érdekessége, hogy Zala vármegyén belül, három szomszédos községen kívül más településekkel nem érhető el közvetlenül vasúton.

#### Villamos
A 2014-2030 Balatoni Területfejlesztési Koncepcióban megjelent tervek szerint a Keszthely mellett fekvő, gyógyvizéről híres Hévízet és Keszthelyt egy villamosvonallal kötnék össze. A villamos 2 városon áthaladva a helyközi, illetve a helyi autóbusz-állomásokat kötné össze. A nyomvonalra, valamint a megállóhelyekre több elképzelés is készült. A tanulmány szerint nem vennének új villamosokat a vonalra, hanem pl. nosztalgiának számító, ugyanakkor "félmodern", használt járműveket (pl. a Miskolcon már nem használatos SGP E1-es villamosokkal) szereznének be.[forrás?]

#### Hajó

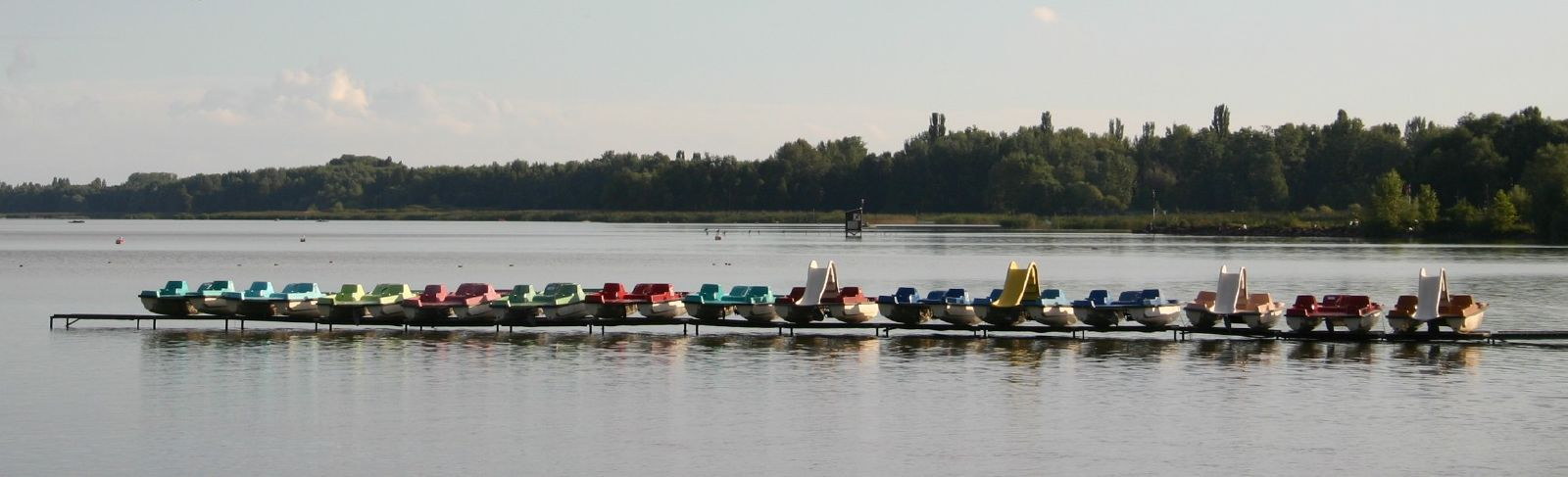
Vízibiciklik Keszthelyen

Nyáron hajójáratok kötik össze több balatoni településsel, köztük Badacsonnyal és Balatonlellével is.

#### Repülőtér
A várostól nem messze, Sármelléken működik a Sármellék nemzetközi repülőtér, amely elsősorban német gépeket fogad.

## Története

### A történelem előtti idők

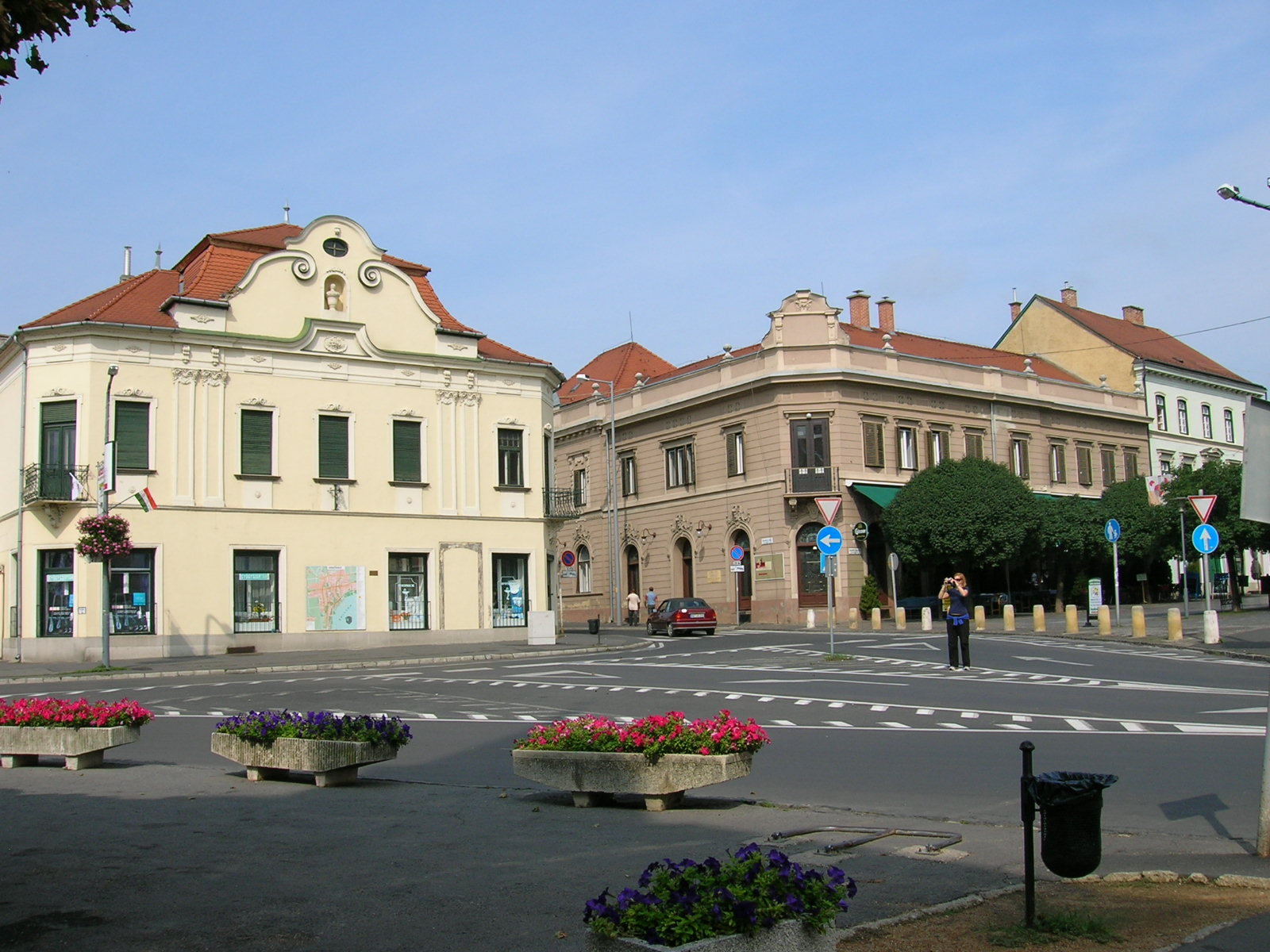
Keszthely belvárosa

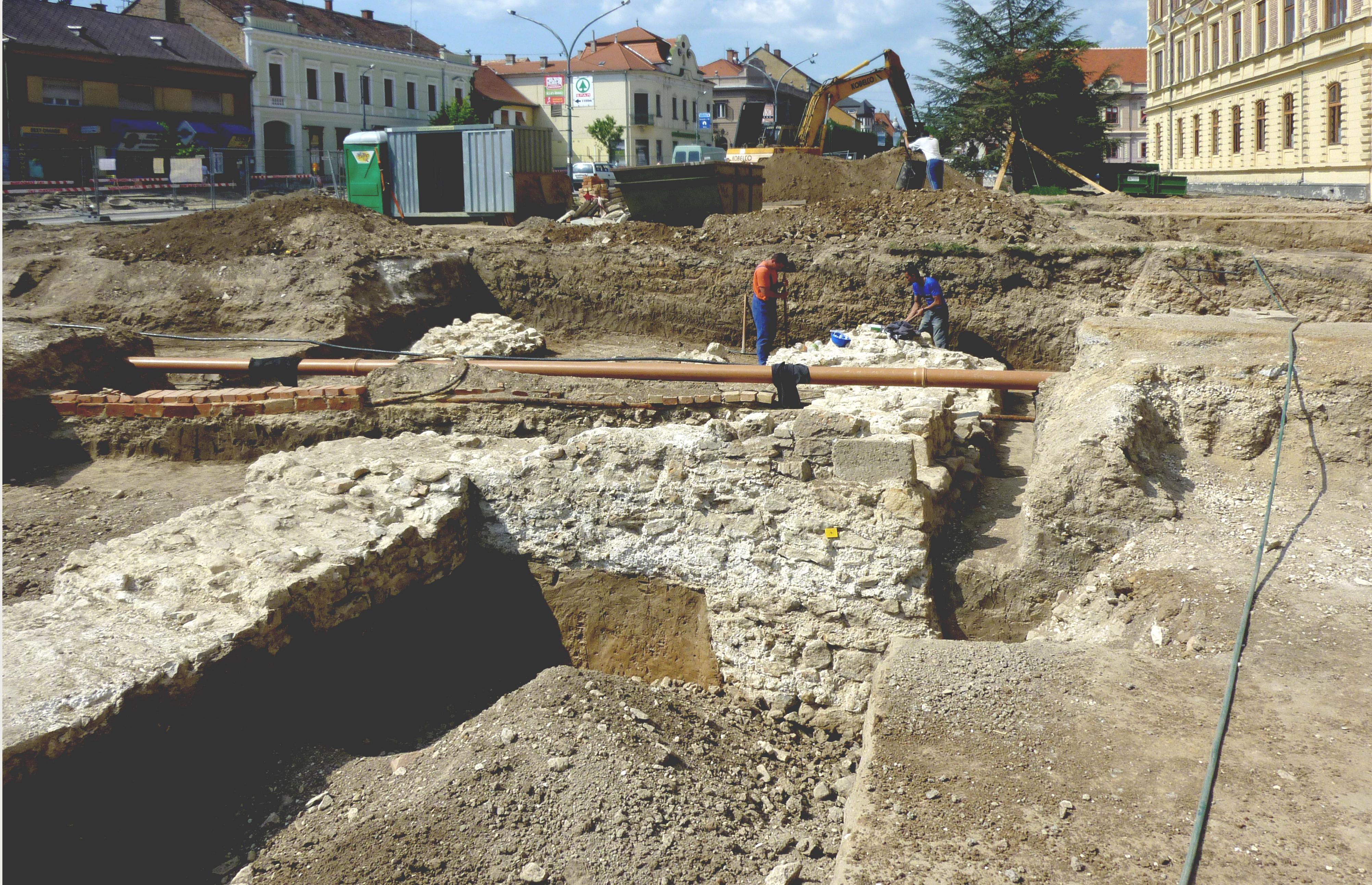
Ásatás a városközpontban (2011)

A város területén napjainkban is folyó ásatások újabb és újabb bizonyítékokkal szolgálnak arról, hogy az emberi élet első nyomai a város környékén az újkőkorból valók. Feltehető azonban, hogy már korábban is élhetett erre ember, de vízparti telepeinek maradványait jelenleg a Balaton borítja. A Kr. e. 6. évezredben az addigi gyűjtögető, halász-vadász életmódról áttértek az ott élők a termelő életformára, a földművelésre és az állattartásra. Így hogy hosszabb-rövidebb ideig lakott állandó települések jöttek errefelé létre. A város különböző területein kerültek elő régészeti leletek, ám három jól elkülöníthető települési góc volt több korszakban lakott, illetve szolgált temetkezési helyül. A város határának északi részén, a Dobogó-domb környékén, a város mai területén, illetve délre, Fenékpuszta környékén figyelhetők meg ezek a települések. E lelőhelyek egy, a balatoni átkelőhöz vezető, észak-dél irányú távolsági kereskedelmi út nyomvonalát jelölik ki. A kereskedelemnek több tárgyi bizonyítékát találták erre, mint az újkőkori lelőhelyekről ismert obszidiánpengék vagy a Fenékpusztán egy középső rézkori kultikus épületben talált, a Földközi-tenger vidékéről származó triton csigakürt. A földművelés és az állattartás azonban nem fedezte az itt élők teljes szükségletét, így a gyűjtögetés, a vadászat és a halászat továbbra is fontos szerepet játszhatott. Ennek bizonyítékaként csaknem 2 m mély tőzeg alól kerültek elő Fenékpusztán egy késő rézkori, nyílt vízi halászkunyhó tárgyai.
Az őskor különböző időszakaiban elsősorban délről betelepedő törzsek pontos nevét nem ismerjük, megkülönböztetésükre jellegzetes tárgyaikról, díszítésmódjukról, első lelőhelyükről, elterjedési területükről elnevezett kultúrákba sorolja őket a tudomány. Az újkőkori vonaldíszes kerámia kultúrájának második fázisát egy Zsidi út menti telepről keszthelyi csoportnak nevezik. A városközpontban folyó ásatások legalsó rétegbeli leletei is megerősítik ezt.
A középső rézkor anyagi műveltsége pedig a Keszthely környéki lelőhelyek alapján kapta a Balaton-Lasinja kultúra elnevezést. Az egyes időszámítás előtti időszakokban eltérő számban voltak jelen települések. A legsűrűbben a Kr. e. 12. századtól, a bronzkor végén az ún. urnamezős kultúra ideje alatt lakták a város környékét. A Kr. e. 7. században induló korai vaskorban a Zala-völgy alsó szakasza lakatlanná vált, ám a késő népvándorláskoráig a legfontosabb nyugat-balatoni átkelőként szolgáló fenékpusztai átkelőnek köszönhetően a város térsége lakott maradt. A Kr. e. 4. században érkeztek a területre a kelták, akik a Dunántúl északi felét a Balaton vonaláig hódították meg. Széles körben elterjesztették a vas használatát, amelyből már nemcsak fegyvereket és ékszereket, de használati eszközöket, szerszámokat is készítettek, nevükhöz fűződik a lábbal hajtott fazekaskorong meghonosítása. Élénk kereskedelmi kapcsolatot tartottak fenn Itáliával és a Balkánnal, görög mintára ezüstpénzt vertek.

### A rómaiaktól a honfoglalásig

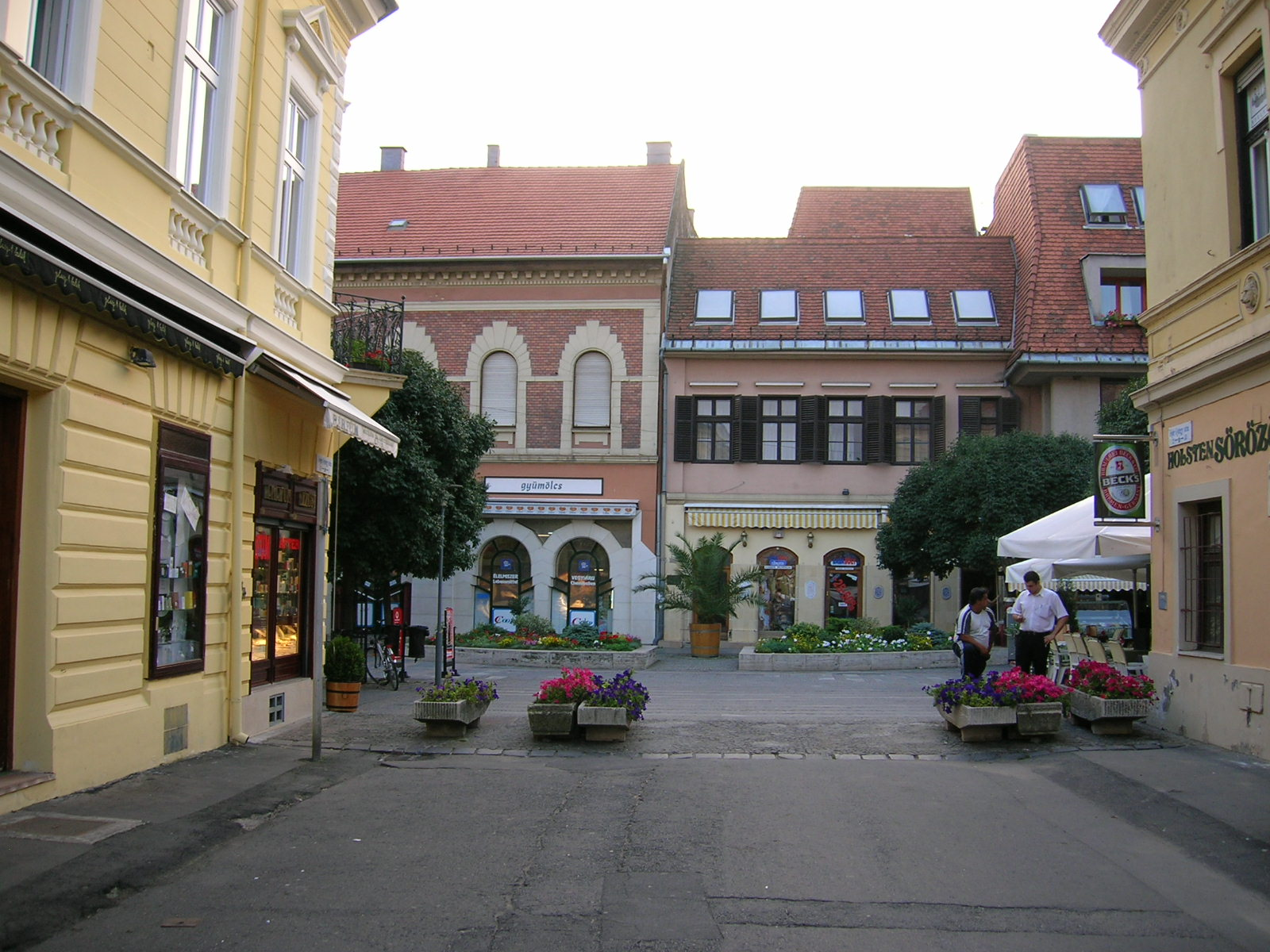
Keszthely belvárosa

Kr. e. 13. és 8. között Tiberius hadvezér meghódította a Dunántúlt, ahol a rómaiak megszervezték Pannonia provinciát. Az ezt átlósan átszelő fontos kereskedelmi és hadiút, amely a provincia székhelyét, Aquincumot kötötte össze Aquileiával, Fenékpusztán (Valcum) kelt át a Balatonon. Itt keresztezett egy másik fontos utat, amely Sopianae-t (Pécs) Augusta Treverorummal (Trier) kötötte össze. A fontos csomópont környékén több település is létrejött. A város déli részén létesült telep temetőjének leletei és sírfeliratai bizonyítják, hogy itt már nemcsak a kelta őslakosság, de római polgárjoggal rendelkezők – elsősorban kereskedők – is éltek. A fejlett római ipar, agrotechnika és kereskedelem gyors változást hozott a környék életébe, nagy mértékű fejlődés indult be a mezőgazdaságban. 160 után a Duna másik oldalán élő barbárok sorozatos betörései komoly pusztításokat végeztek, így a 3. századra valószínűleg már csak egy település maradt meg a területen (Fenékpusztán). Máshol kisebb-nagyobb, 1. században épült villagazdaságok állhattak. Egy részük teljes komforttal, a központi fűtés mellett külön fürdőépülettel is rendelkezett. A városközpontban folyó jelenlegi ásatások eredményei arra utalnak, hogy – a középkori eredetű plébániatemplom és a mellette található gimnázium alá is benyúló – építményromok (villa) két rómaikori időszakból származhatnak.
A 4. században a fenékpusztai erőd kiépültével (feltehetőleg Valcum) Keszthely környéke ismét sűrűn lakottá vált. A településen észak–déli irányban rengeteg ilyen korú temetői lelet került elő. Az erődben egy cohors (egy legio tizedrésze) állomásozhatott. Az erőd az Itáliába vezető fontos út védelme mellett raktárként is szolgálhat a dunai limes erődjeinek ellátására. 374-ben a betörő barbár népek komoly pusztítások nyomát hagyták az erődön. Ezt követően a környék népessége megritkult, de a terület nem vált lakatlanná. Az erődöt később helyreállították, így továbbra is védelmül szolgált az itt élőknek, még a római katonaság 5. századi kivonulása után is. 433-tól a terület hun fennhatóság alá került.
A hunok két évtizednyi ittlétéből két gazdag temetkezési lelőhely, egy lovas harcos és egy előkelő kislány sírját ismerni Keszthelyről. 455-ben Avitus császár rövid időre visszaállította a római uralmat, ám 456-ban a keleti gótok elfoglalták az egész Dél-Dunántúlt, így a fenékpusztai erődöt is, amelyet felgyújtottak, így a lakosság nagy része elpusztult. Majd a megmaradt környékbeliekkel rendbe hozatták az építményt, amely később egyik királyuk, Thiudimer (Nagy Theodorik apja) székhelyeként szolgált. A 6. század elején a környék a keleti gótok itáliai királyságának befolyása alatt állhatott, de Nagy Theoderik 526-os halála után a longobárdok uralma alá került. Az erődöt nem szállták meg, de az átkelőt ellenőrzésük alá vonták.

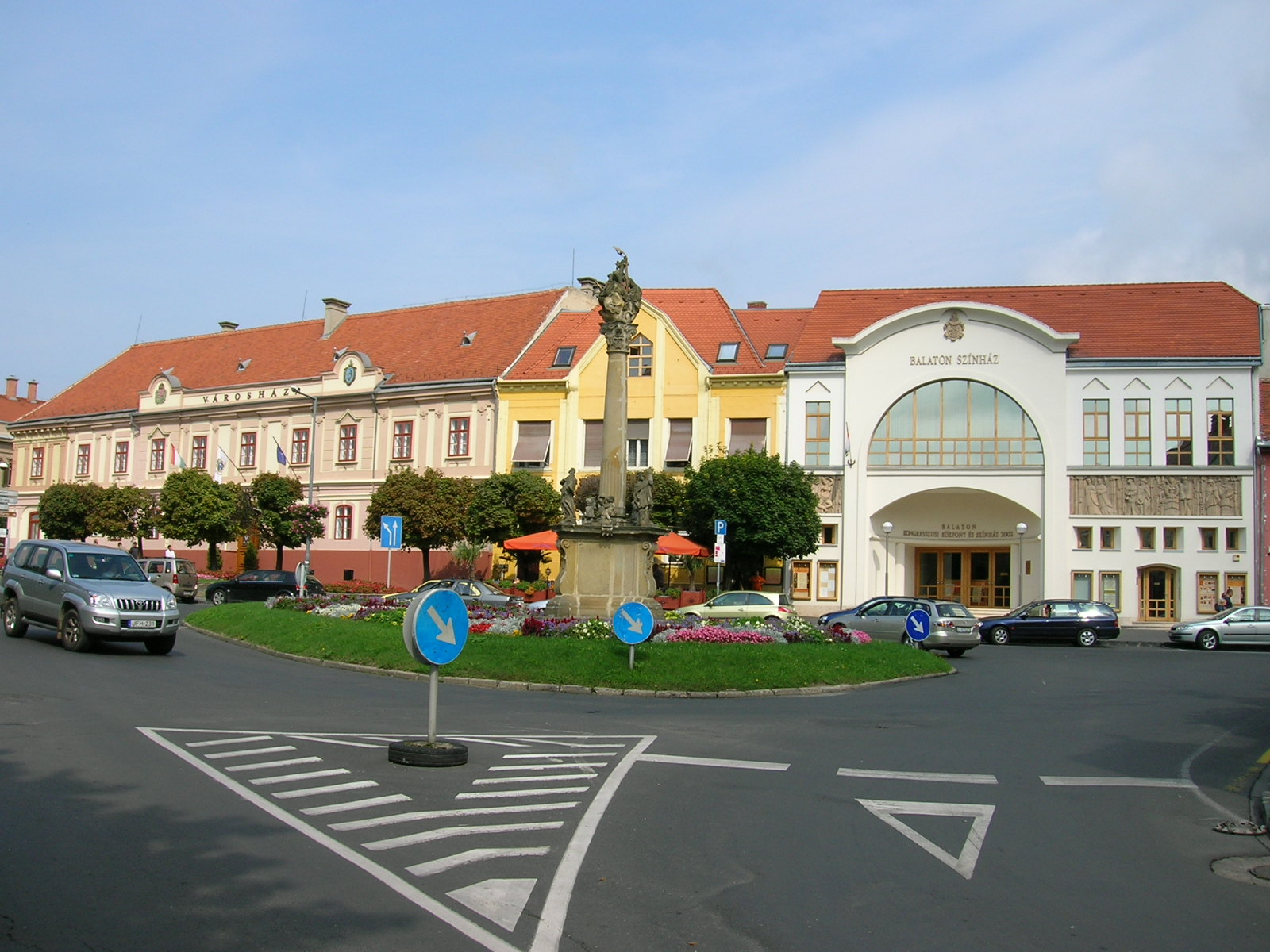
Keszthely belvárosa

Keszthelyt és környékét az avarok nem szállták meg, itt az őslakosság háborítatlanul élt tovább, élelmiszerrel és kézműipari termékekkel adózva. 568 után újabb keresztények érkeztek ide. A fenékpusztai erőd környéki mintegy 30 km átmérőjű területen addig ismeretlen, bizánci gyökerű viseleti tárgyakkal felékszerezve temették el a halottakat, a fenékpusztai bazilikát átépítették. 626 után polgárháború tört ki, amelyben a fenékpusztai vezetőréteg a későbbi vesztesek oldalán állt, ezért az avarok 630 táján elpusztították az erődöt, a maradék lakosságot pedig áttelepítették Keszthely mai belvárosának területére. A keresztény népesség katonai felügyelet alá került. A külvilágtól elzárt keresztény lakosság egyedi anyagi műveltséget (a „Keszthely-kultúrát”) hozott létre, ami csak tizenhét Keszthely környéki temetőből ismert. Ekkor válik Keszthely a környék központjává, miután a Balaton hévízi öble annyira eltőzegesedett, hogy utat lehetett átvezetni rajta. Így a fenékpusztai átkelő elveszítette jelentőségét, szerepét a lényegesen keskenyebb balatonhídvégi átkelő vette át.
Miután a 8. század végén a frankok felszámolták az avar birodalmat, a Keszthely környékén élő keresztények hamar átvehették a nyugati keresztény szokásokat, és halottaikat mindenféle sírmelléklet nélkül temették el. A fenékpusztai erődöt a 9. században újra rendbe hozták és az avarok leszármazottai, valamint a délszlávok költöztek ide. A környék új központja azonban a másik átkelőhely közelében, a zalavári Várszigeten épült ki 840 körül. Az itt létrehozott erődítményt Mosaburgnak (mocsárvárnak) nevezték, és a Nyitráról elűzött és a frankoknál menedéket nyert szláv főnök, Pribina építette fel. Később ez a vár lett ispáni központ és Zala vármegye névadója.

### A honfoglalástól a török időkig

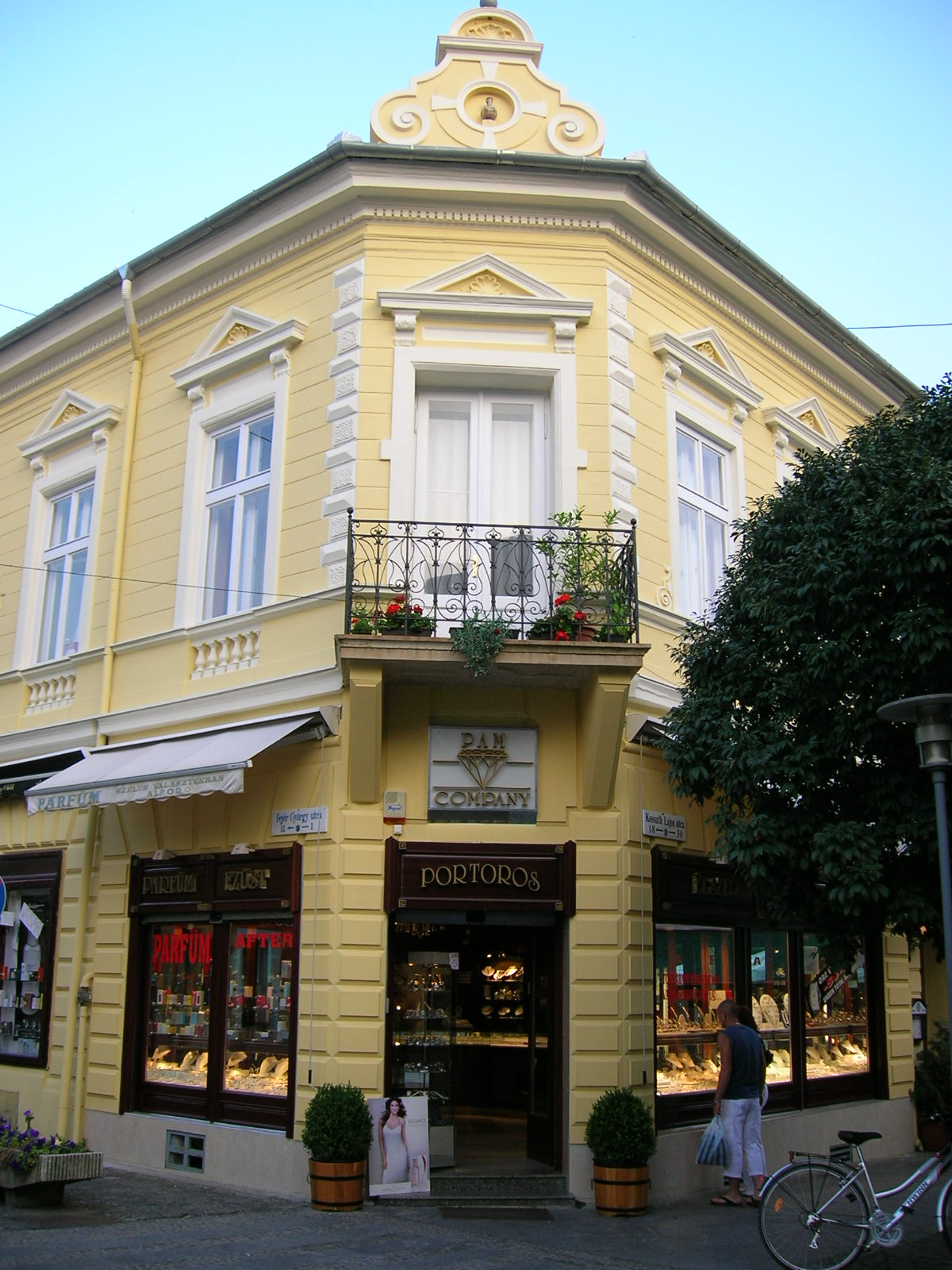
Keszthely belvárosa

A 10. század és a 12. század között Keszthely területének lakosságáról semmilyen információ nem áll rendelkezésre. 1247-ben említi először írásos forrás a helységet, a Szent Márton tiszteletére szentelt plébániatemplommal a mai kastély előtt. Az oklevél még egy egyházat említ, a Szent Lőrinc-templomot, amely a Várkertben feltárt körtemplommal – rotundával – azonosítható. Alapfalai a Fő téri plébániatemplomtól délre láthatóak. A két templommal rendelkező királyi birtok, Keszthely már a 13. század közepén jelentős helység lehetett. A század végén a Péc nembeli Marcali család szerezte meg, s ekkor már a település déli része is létezett. Károly Róbert visszaszerezte Keszthelyt, de fia, Nagy Lajos Lackfi Istvánnak ajándékozta azt.
A 14. században komoly gazdasági fellendülés volt észlelhető Keszthelyen, a település a városiasodás útjára lépett. Birtokosa 1385 körül ferences rendi szerzeteseket telepített ide. Templomuk 1386-ban már állt, amely azonos a mai Fő téri plébániatemplommal. A 14. század végén készült, a szentélyben felfedezett és restaurált freskói a mai Magyarország legnagyobb felületű gótikus falfestményei.

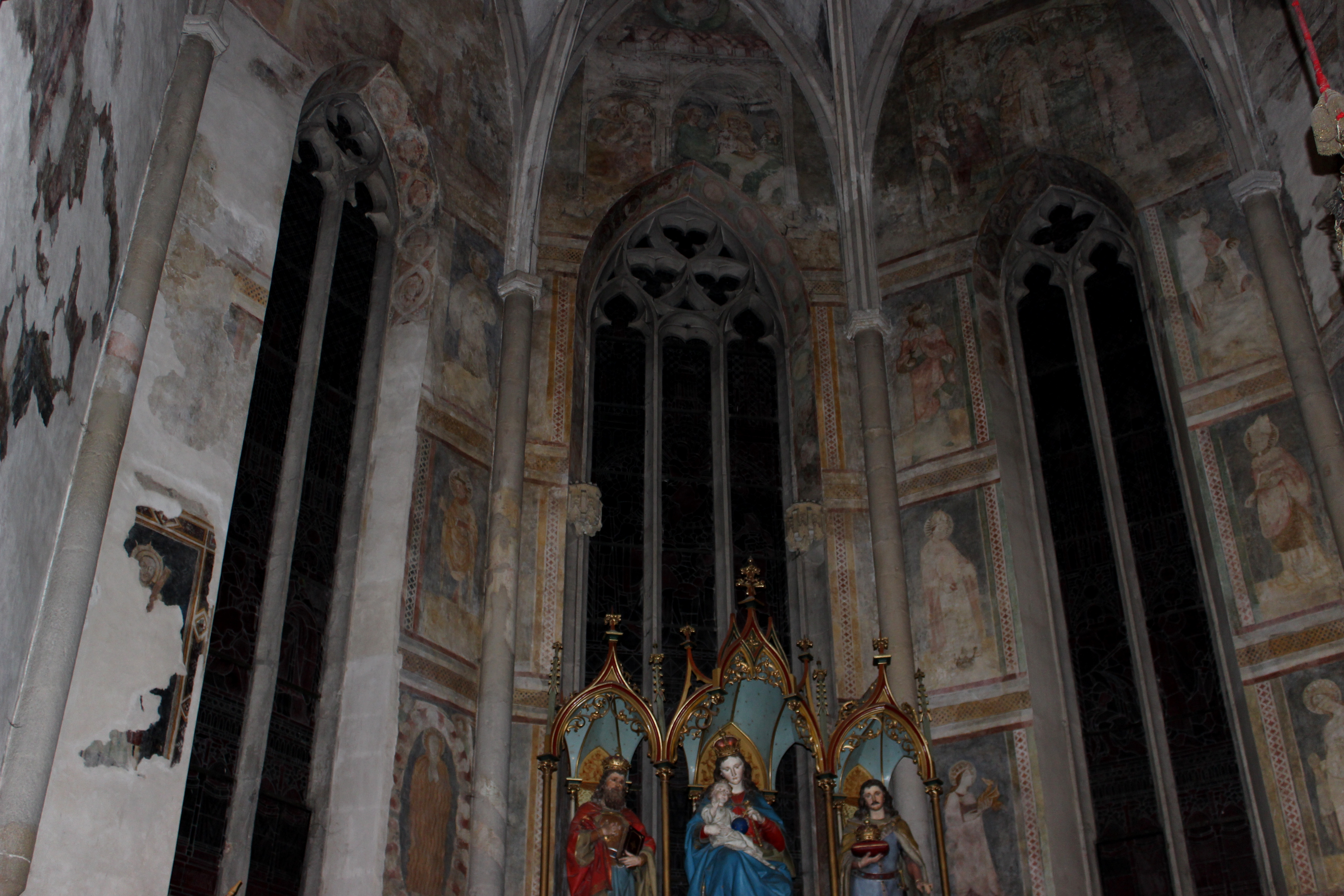
A ferences templom szentélyében talált gótikus freskók

1397-ben az ellenzékhez pártolt Lackfi Istvánt Luxemburgi Zsigmond király felkoncoltatta. A ferences templom szentélyében temették el, sírkövét a múlt század végén helyezték át a szentély déli falába. A 15. század során sűrűn változtak Keszthely birtokosai. 1403-ban Keszthelyt már oppidumnak (mezőváros) nevezték. Lakói továbbra is elsősorban földműveléssel, állattartással és halászattal foglalkoztak, az iparosok, kereskedők aránya legfeljebb 15-20% lehetett, ám a vezetőséget ők biztosították. 1390-ben a bécsi egyetemnek Keszthelyről származó diákja is volt. 1430 után Keszthely hosszú időre a Nádasd nemzetségből származó Gersei Pethő család tulajdona lett. A család több kőházzal is rendelkezett a városban, fallal övezett kúriájuk a mai kastély helyén állt. Később épült egy másik épületük a Fő utca közepén.
A 15. század végén Keszthely lakóinak száma mintegy 1000 fő, így a környék legnépesebb települése volt. A gazdagodó város számára azonban korántsem volt békés időszak ez a század. 1359-től a környék várnagyai, földbirtokosai fokozatosan korlátozni kezdték a keszthelyieket jogaikban, vagy elvették vagyontárgyaikat. 1442-ben a lövöldi karthauziak priorja tört a városra, a házakat, templomokat kirabolta, a Pethők kúriáját pedig felgyújtotta. 1444-ben a Marcaliak támadták meg a várost és minden mozdíthatót elvittek, az összes kár mintegy kétezer aranyra rúgott. Mindeközben a keszthelyiek is többször erőszakkal elfoglalták a Páh-szigetet, illetve rátámadtak a szomszédos falvakra.

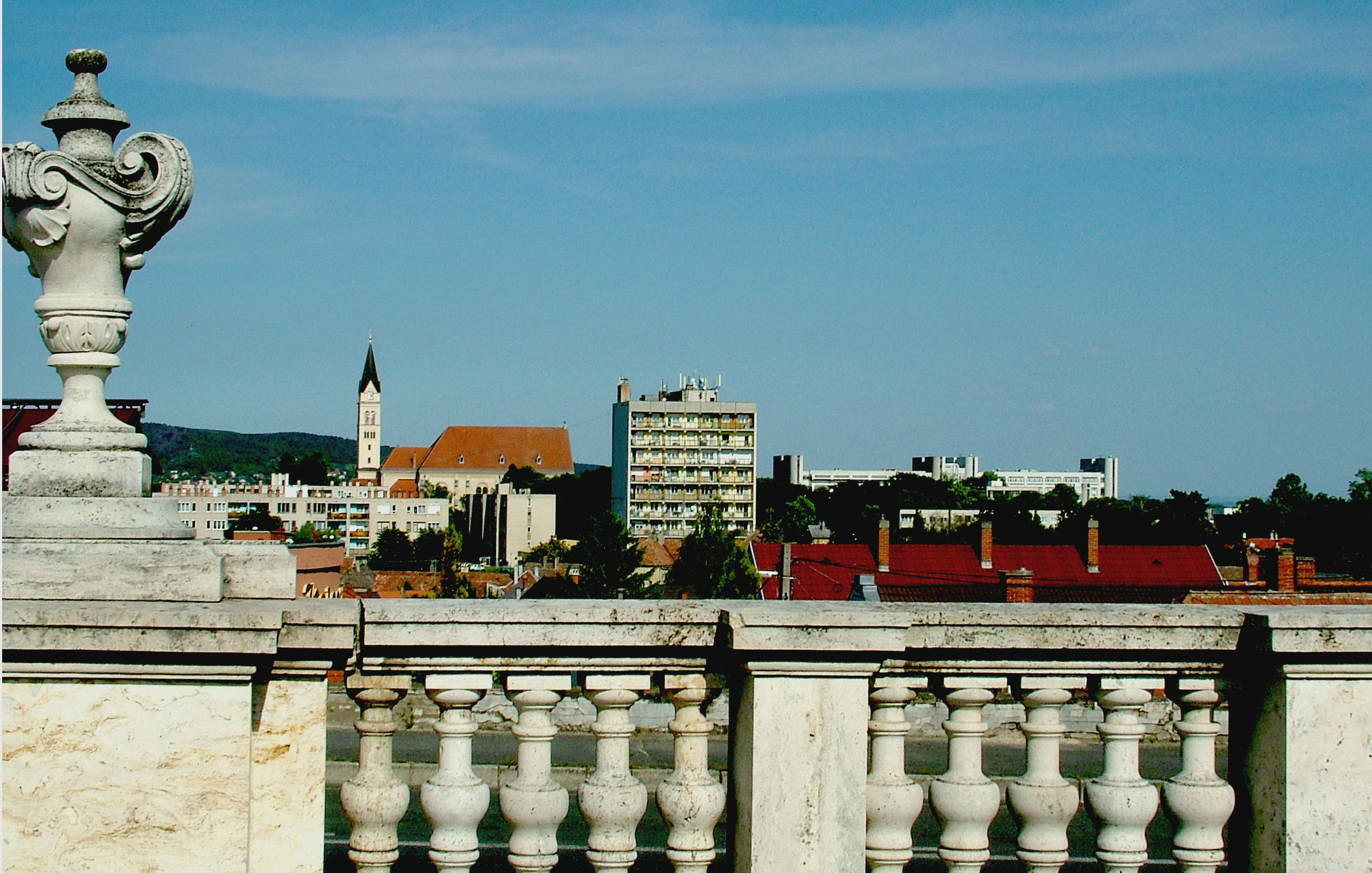
Vásártéri alközpont

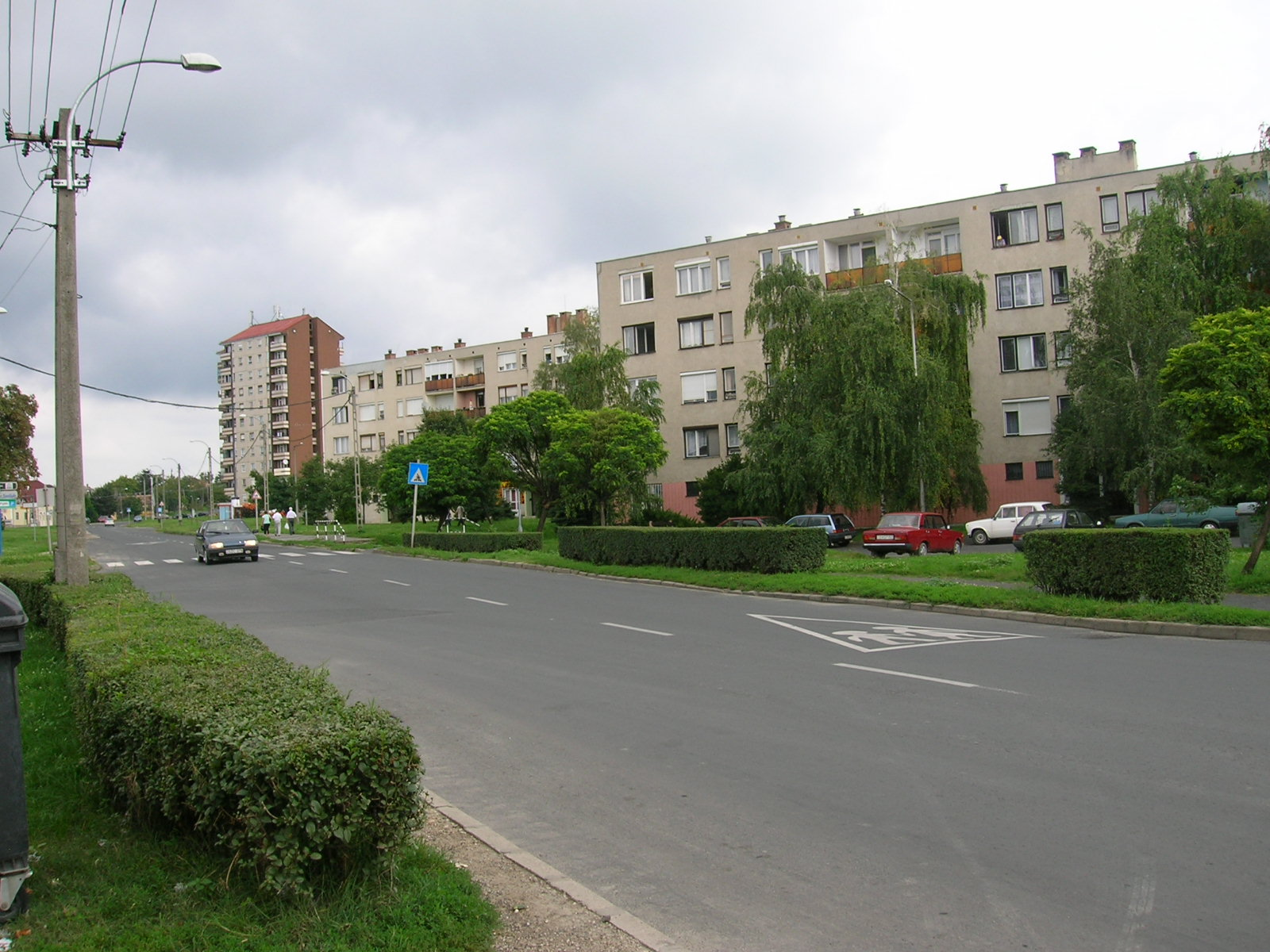
Vásártéri lakónegyed

Az első portyázó török csapatok 1532-ben jelentek meg Keszthelyen, a Bécs ellen vezetett hadjárat során. 1548-ban kifosztották Keszthelyt, a Pethő-kúria ismét tűz áldozata lett. A család az elhagyott ferences kolostorba költözött, majd ifjabb Geresi Pethő János végvárrá alakította át annak környezetét. A részben a Pethő család, részben a király által fizetett várőrség létszáma gyakran változott. A várőrség 1605-ben Bocskai István mellé állt, a bécsi békét sem vették tudomásul, így a királyi seregnek 1608-ban ostrommal kellett bevennie a várat. A katonák megélhetési szükségleteik kielégítésére rendszeresen portyáztak, elsősorban a török által uralt falvakba. 1589-ben a koppányi aga dúlta fel a várost. Ezt követően, a 17. század közepén a belvárost palánkfallal és árokkal vették körbe, így kettéosztva Keszthelyt a falakon kívüli, illetve belüli részre. A falon belül élők mentesek voltak minden úrbéri fizetség alól, míg a kívül rekedtek (Kiskeszthely, Polgárváros lakói) földesúri jobbágyok maradtak. 1650-ben újra támadást indított a török a vár ellen, ám azt nem sikerült bevennie, így Keszthely mindvégig magyar kézen maradhatott.
Az 1686-ban megszűnt török uralom után a városban élők katonai szolgálatára többé nem volt szükség. Az a veszély fenyegette őket, hogy újra jobbágyi sorba jutnak, ezért csatlakoztak a Rákóczi-szabadságharchoz. 1705 és 1709 között kuruc kézen volt a város. A szatmári béke után lerombolták a vár kapuit, védműveit, és feltöltötték a várárkot.

### A Rákóczi-szabadságharctól napjainkig

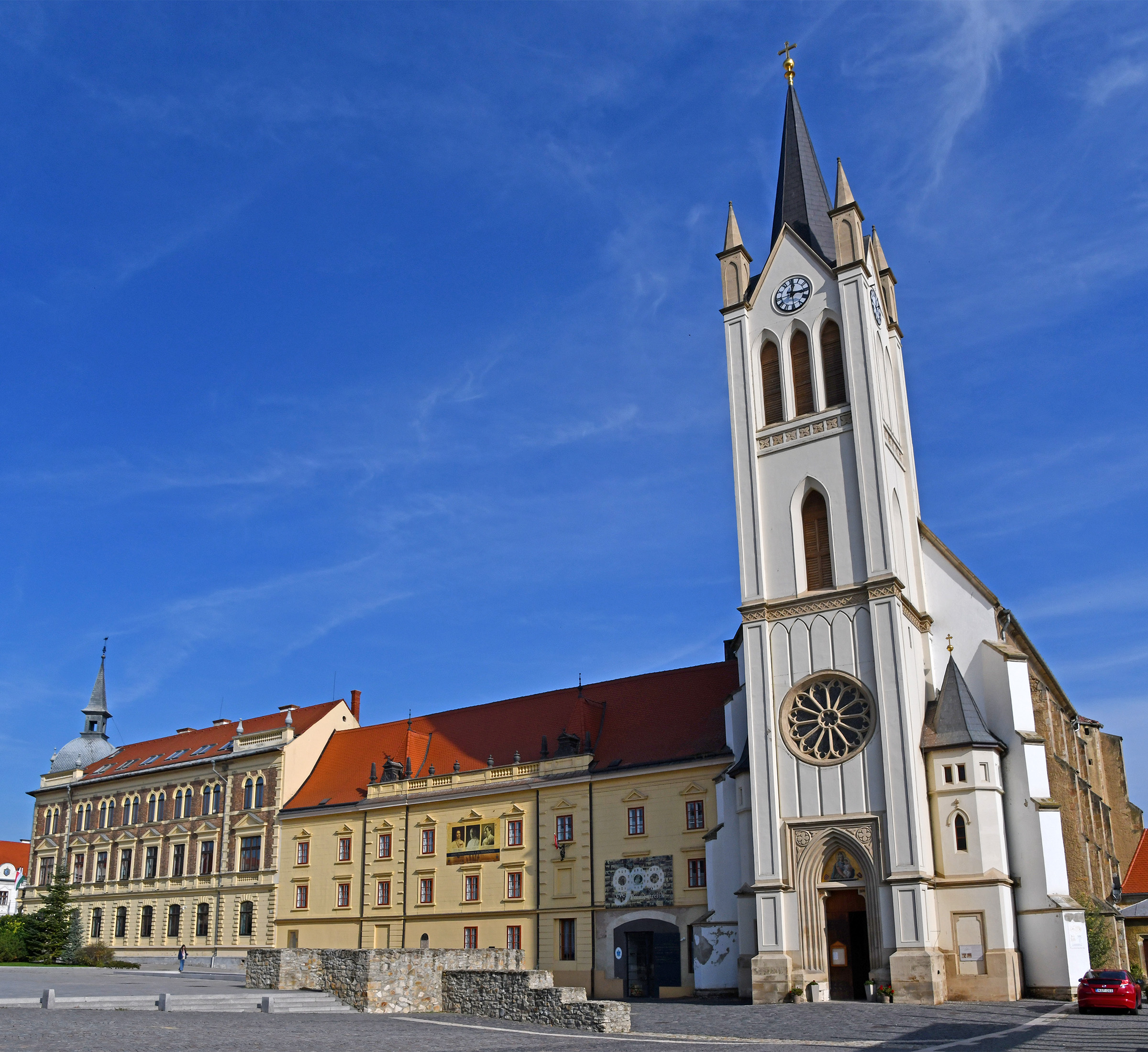
A főtér

A 18. század elején Keszthely több földesúr tulajdonában volt. A legnagyobb birtokostól, Pethő Jánostól vásárolta meg az ő részeit Festetics Kristóf 1739-ben. Ezt követően a kisebb birtokosok részeit is megszerezve Keszthely kizárólagos tulajdonosává vált. Ő, és később fia, Pál arra törekedtek, hogy a városlakókat megfosszák a török korban megszerzett kiváltságaiktól. Még mezővárosi jogaikat, például a szabad bíró- és esküdtválasztást is korlátozták. 1772-re a városlakók birtokában mindössze lakóházaik maradtak, szabad földjeik kivétel nélkül a Festetics családra szálltak. Ám a Festeticsek megjelenése a városban pozitív változásokat is hozott. Keszthely egy hatalmas uradalom központja lett, számos munkaalkalommal növekvő számú iparosnak megélhetést biztosítva. 1772-ben már 215 iparost írtak össze a városban, akik 12 céhbe tömörültek. 1785-re a lakosainak száma megközelíti a 3500-at, amely az akkori Zalaegerszeg vagy Kaposvár lakosságánál is több volt, a Délnyugat-Dunántúlon Kanizsa után a második legnépesebb település. Festetics Kristóf 1759-ben kórházat, Pál 1772-ben gimnáziumot alapít. A kastély építése még 1745-ben kezdődött el, ám csak az 1880-as években nyerte el végleges formáját.

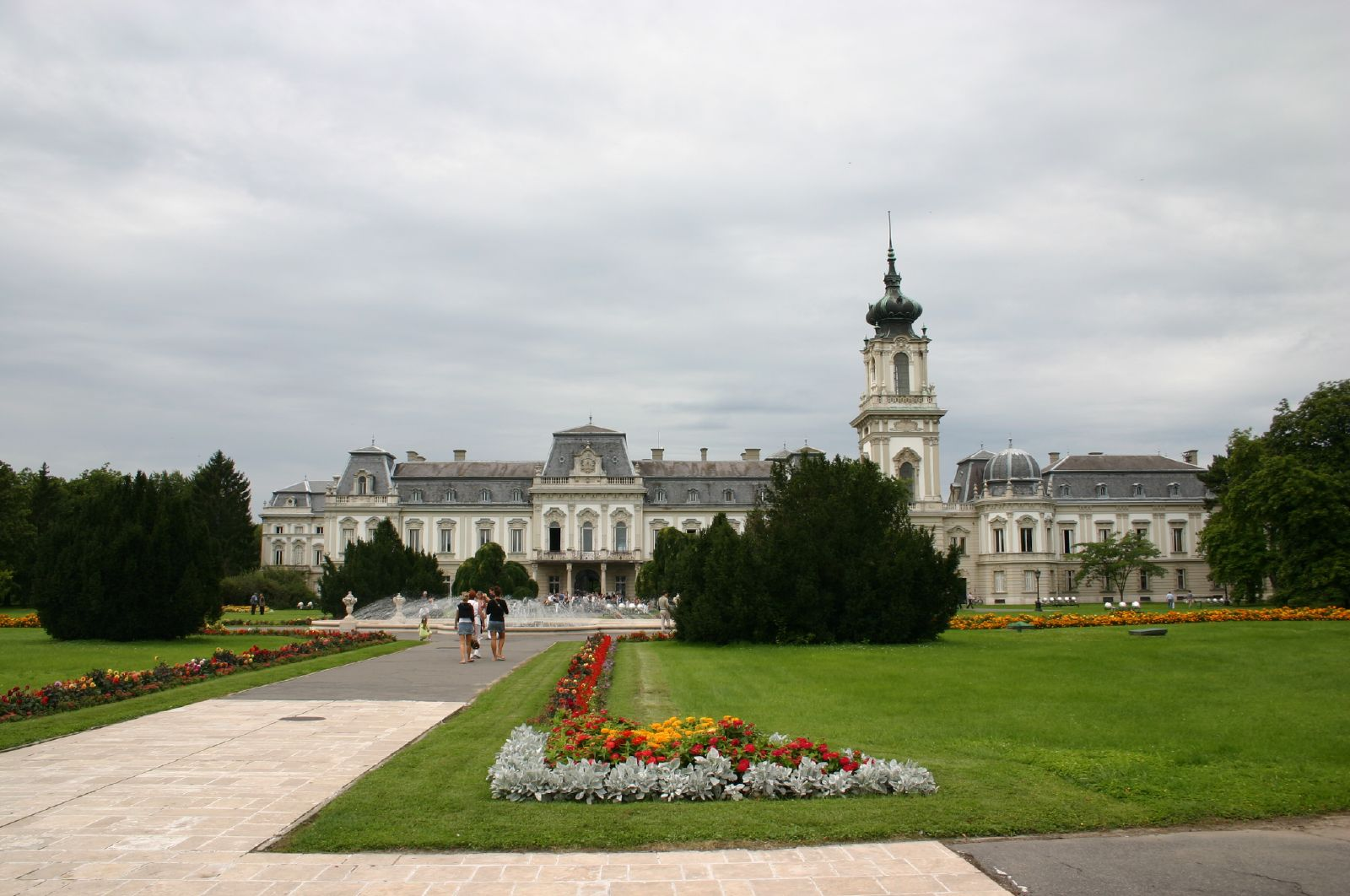
A Festetics-kastély

Keszthely, egyben a Festetics család legjelentősebb alakja Festetics György (1755–1819), aki 1791-től élt Keszthelyen. Sok energiával látott hozzá a korszerűtlen, adósságokkal terhelt birtok rendbetételéhez. Szakemberszükségletének kielégítésére 1797-ben megalapította Európa első mezőgazdasági főiskoláját, a Georgikont. A fenéki hajóépítő üzemben 1797-ben készült el a Balaton mindenkori legnagyobb vitorlás hajója, a Phoenix gálya. 1799 és 1801 között könyvtári szárnyat épített a kastélyhoz, számos folyóirat, szépirodalmi mű megjelenését támogatta. 1817-től évente kétszer rendezte meg a Helikon ünnepségeket, melyen a Dunántúl legnevesebb költőit, íróit látta vendégül. Innen a Berzsenyi Dániel szájából elhangzó mondás, amely Keszthelyt „kis magyar Weimar”-nak nevezi. 
Leírás a településről a 18. század végén:
```
"Díszes mező Város Szala Várm. földes Ura G. Festetich Uraság,a’ ki e’ Várost nevezetesen gyarapíttattya, és mostan készülő Kastéllyának újjabb része által, nem kevessé fogja híresíteni, lakosai katolikusok, fekszik az Ország útban Balaton tava partyán, észak, és nap kelet felől a’ bort bőven termő hegyekhez közel, ’s szép erdők, és kies ligetek kerítik: nyúgot, és dél felől pedig a’ Róna szabad térség gazdag mezőket, ’s kövér réteket mutogat. Mind tsínosodását, mind pedig népesedését jelesen öregbítette e’ Városnak néhai G. Festetich Pál, jeles Kastéllyának építtetése, és külömbféle mester embereknek le telepítések által, mellyet mostani birtokosa még sokkal hathatósabban öregbít. Az említett Kastélyon kivül ékesíti még e’ Várost a’ Szentegyház, mellyben a’ Hahotai Apátúr viseli a’ belső hívatalt. Régi erős épűletű más Szenteghyáz is vagyon itten, melly a’ Sz. Ferencz Szerzetebéli Atyáké; ’s közel hozzá az Oskola, melly szép nevekedésben van. A’ vendégfogadó is díszt ád a’ Városnak, ’s az útazóknak elég alkalmatos szállást. Ha pedig az Uraságnak kastéllya egészen fel épűl, darab földön nem lészen mássa: mellyben gazdag könyvtár is lesz, és a’ köz haszon vételre nyitva fog állani. Ékesíti e’ kastélyt, a’ válogatott fákból készűltt gyűmöltsös kert; ha pedig a’ gazdasági Oskola is el fog állíttatni, vajmi nevezetességet fog szerezni e’ Városnak a’ Hazának pedig nem kevés hasznot. A’ mi e’ Városnak javait illeti azok mind gazdagok, mind pedig külömbfélék. Eléggé esméretes már a’ Hazában az úgy nevezett Hévíz fördö, mellynek külömbféle hasznait, (lásd a’ felőle nyomtatásban ki jött munkátskában) ’s ha vize a’ felőle nyomtatásban ki jött munkátskában) ’s ha vize a’ hozzá folyó hideg víztől el választatnék, kétség kivűl nagyobb hathatóságát lehetne reményleni: Kő bányája is gazdag, mellyet a’ földes Uraság a’ kő fejtőknek szaporítások által még nagyobb tökélletességre kiván emeli, ’s általa a’ Város is díszesebben építtethetik, melly jó fekvése által nevezetes kereskedő Város lehet idővel. Emlékezetet kíván még az Uraságnak köz hasznú igyekezete, a’ ki jó sajkákat, és vitorlás nagy hajót is építtetett, Triesztből hozatta ott munkások által, hogy a’ sőt, ’s egyebet, könnyebben, ’s kevesebb költséggel lehessen Keszthelybe szállítani. Határja gazdag termésű, bora elég terem, levegője egészséges, fája van, vadászattya szép, hala bőven; szóval Keszthely Városa kedves, és jó lakást szolgáltat lakosainak."
 (
Vályi András
: 
Magyar országnak leírása
, 
1796
–
1799
)
```

Festetics György fia, László 1839-ben építtette meg a fenéki hidat, megkönnyítve a közlekedést Keszthely és Somogy vármegye között. 1829-ben mintegy 7000 lakosa volt Keszthelynek beleértve az akkor a városhoz tartozó Cserszegtomajt, Gyenesdiást és Vonyarcvashegyet. A reformkorban indult be a balatoni fürdőélet is, megépítették az első fürdőházat, és 1846-ban indult útjára Keszthelyen a Balaton első gőzhajója, a Kisfaludy.
Az 1848-as forradalomban a Georgikon hallgatóiból és a felsőbb osztálybeli gimnazistákból alakult meg a 47. honvéd zászlóalj, majd 1848 szeptemberében az 56. zászlóalj Keszthely polgáraiból. A szabadságharc leverését követően Keszthely fejlődése lelassult. A jobbágyság felszabadítása nem különösen érintette a várost, mivel a lakosok tulajdonában alig 800 hold volt.

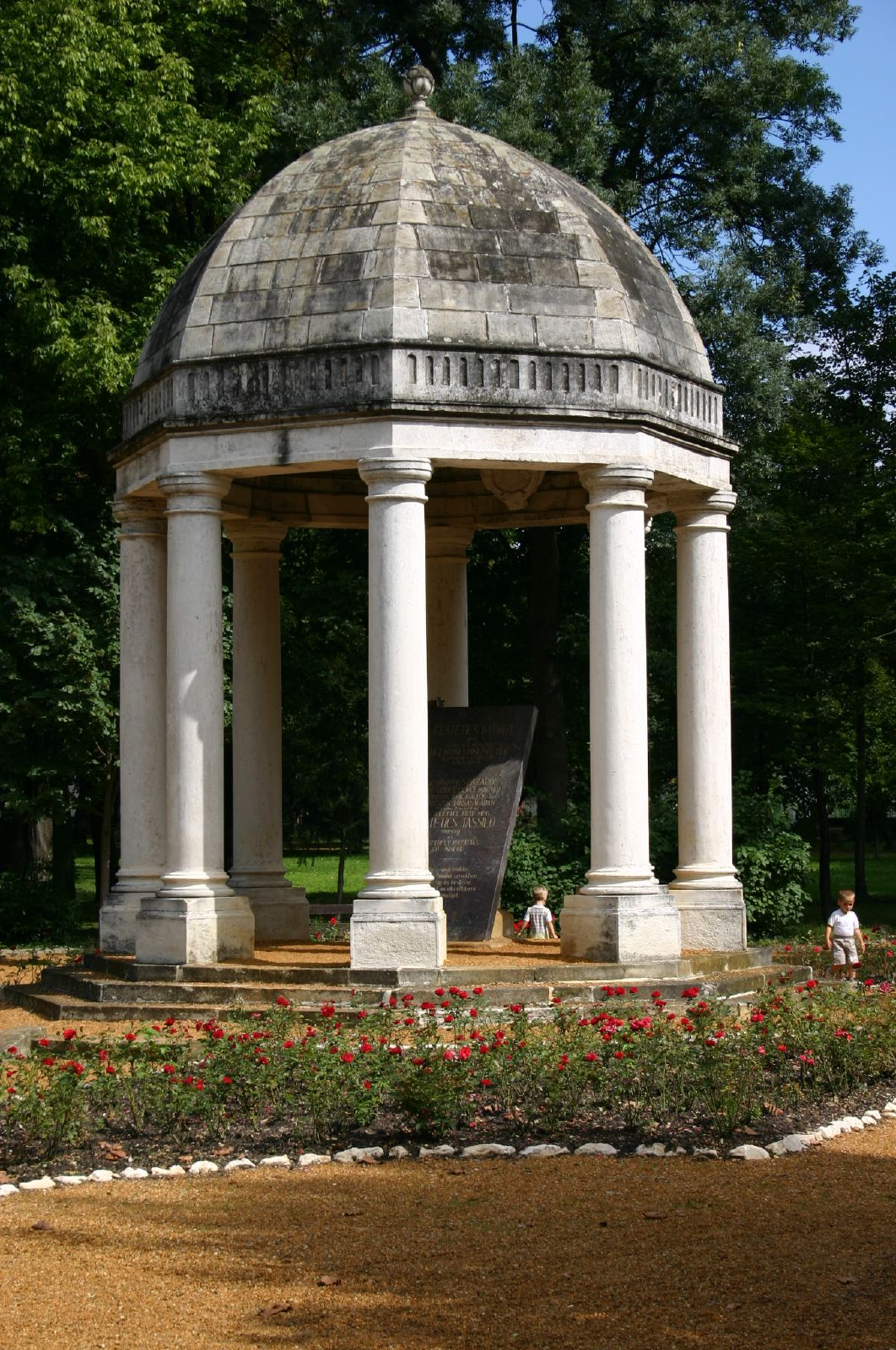
A Helikon-park

A város történetének legsúlyosabb csapása az volt, hogy az 1861-ben megnyitott Déli Vasút elkerülte a várost. A Déli Vasút Buda-Nagykanizsa közötti vonalán volt ugyan egy Keszthely nevű állomás, de az nem Keszthelyen, hanem attól mintegy tíz km-re fekvő Balatonszentgyörgyön feküdt. E 10 kilométeres távolság áthidalásáról a város évtizedeken át különféle vasútépítési terveket dédelgetett, még a lóvasúti összeköttetést is komolyan mérlegelték. A vasút létkérdés volt a város számára, mert ennek hiányában az ipar és kereskedelem nem volt képes fenntartani a versenyt más jobb infrastruktúrájú várossal. A vasútépítés 1888-ban kezdődött el, és alig néhány hónap múlva el is készült. Építését jelentősen támogatta a Festetics család is, nem véletlen, hogy a vasúttársaság két mozdonyát György és Tasziló névre keresztelték, s az immáron valóban Keszthelyen fekvő Keszthely vasútállomás épületében a családnak egy külön várótermet is létesítettek. 1903-ban pedig megépítették a Keszthely-Tapolca közötti vasútvonalat. A Balatonszentgyörgy-Keszthely-Tapolca közötti vonal tipikusan a helyi forgalmi igényeknek megfelelő vasútvonal volt. A balatoni idegenforgalomban nem volt szerepe, annál inkább használták a Keszthelyre tartó vásározók, a Tapolca környéki szőlősgazdák.
A 19. században az iparosítás elkerülte a várost, így 1785 és 1900 között a lakosság száma alig nőtt kétszeresére.
Az egyetlen fejlődési irány Keszthely iskolaváros jellegének erősítése és fürdővárossá fejlesztése jelentethetett. Ezt a város vezetői is felismerték, főleg a Morvaországból érkezett sörfőzőmesternek, Reischl Vencelnek köszönhetően, aki több évtizeden át szolgálta a várost városbíróként. 1862-ben épült meg az első nyaraló Keszthelyen és ekkor nyílt meg a szabadtéri színpad helyén az első keszthelyi kőszínház. A belváros romantikus és eklektikus stílusban újult meg. Miután a város birtokába került a Balaton-part, megépült a szigetfürdő, majd a ma is álló két patinás szálló, a Hullám és a Balaton. A Helikon-park keleti szélén kialakították az Erzsébet királyné útját, mellette pár év alatt kiépült a villasor. 1865-ben a Georgikon utódjaként megnyitotta kapuit az állami Mezőgazdasági Tanintézet. 1870-ben alapították az első óvodát a városban, 1871-ben megkezdték az irgalmas nővérek zárdájának és iskolájának építését. 1872-ben polgári fiúiskola és felsőbb leányiskola létesült, 1884-ben megkezdte működését az ipariskola, 1892-ben pedig a város megépíttette a gimnázium ma is használt épületét. 1879-ben szervezték meg a Csónakázó és Korcsolya Egyletet. A kulturális javak megőrzésére 1898-ban megalakult a Balatoni Múzeum Egyesület, Zala vármegye első múzeuma. A 20. század elejére Keszthely újra virágzó város, kedvelt nyaralóhely lett.

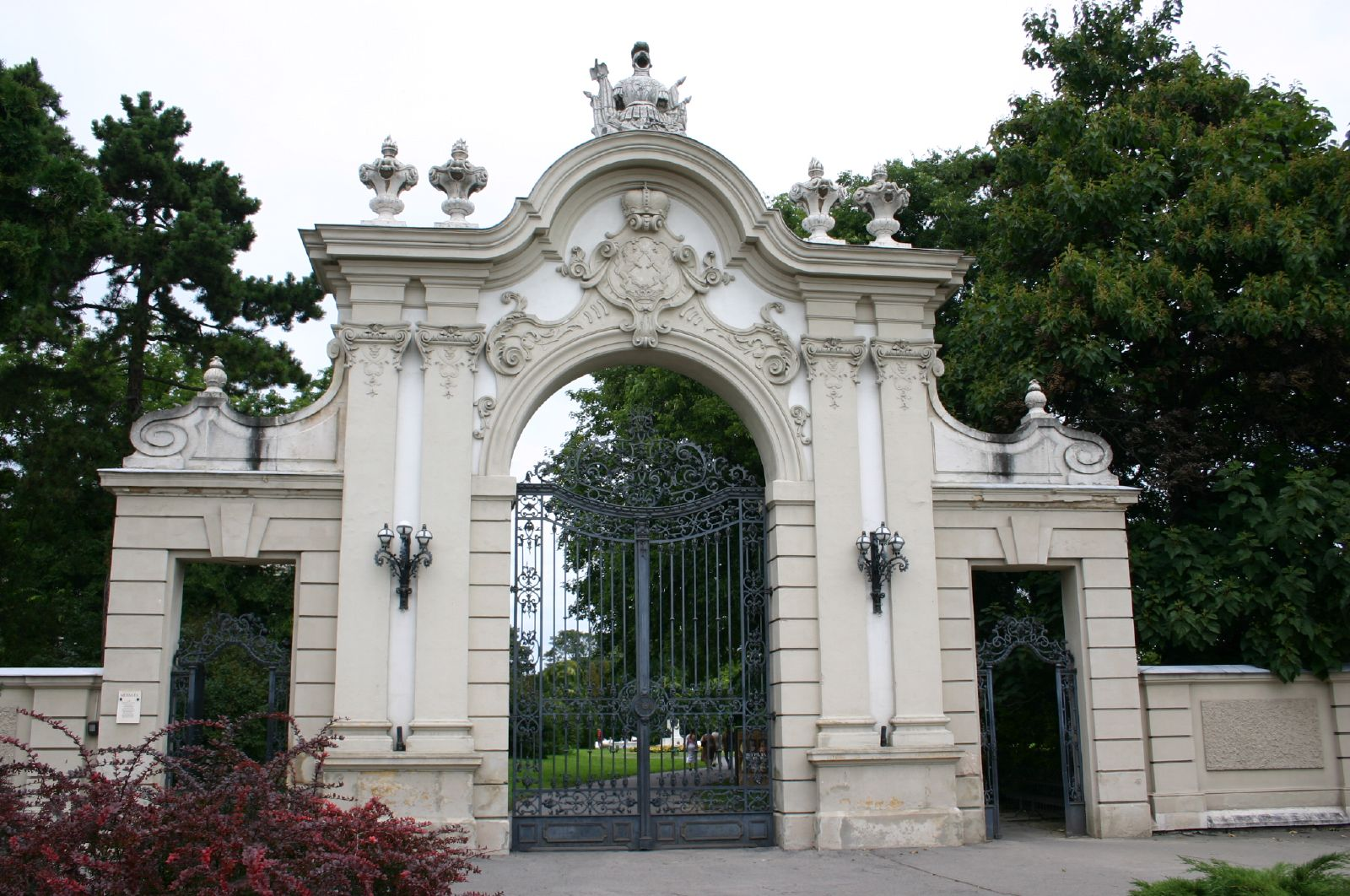
A Festetics-kastély kapuja

Az első világháborút követő kedvezőtlen gazdasági helyzetben a város fejlődése megtorpant. A két világháború között Keszthely a „nyugdíjasok városaként” szerzett hírnevet. 1925-ben öt szálloda, két kávéház, tíz vendéglő és 11 kocsma várta a településre utazókat. Ekkor épült meg a Balatoni Múzeum neobarokk palotája, a Posta új épülete és a Jobs-szanatórium.
A második világháború nem okozott komoly fizikai pusztítást a városban, bár ekkor történt a Balatoni Múzeum híres gyűjteményének elszállítás közbeni megsemmisülése Zalaegerszegen, ám a Festetics-kastély bútorzata és könyvtára épen maradt. Az 1944.május 8-án elrendelt gettósítás során az Unterberger utcai "alsó gettó", valamint a Goldmark-háztömböt is magába foglaló "felső gettó" területére Keszthely város 900, illetve a járás 110 zsidó lakosát kényszerítették. A gettó kiürítésére 1944. június 20-án került sor, melynek során a gettóba hurcoltakat főként az auschwitz–birkenaui koncentrációs táborba szállították. A város lakossága a zsidó polgárok haláltáborba deportálása és munkaszolgálatba hurcolása következményeként a világháború alatt hozzávetőleg 7 százalékos veszteséget szenvedett, a keszthelyi zsinagóga előtt felállított emlékmű a holocaust 829 áldozatnak állít emléket.

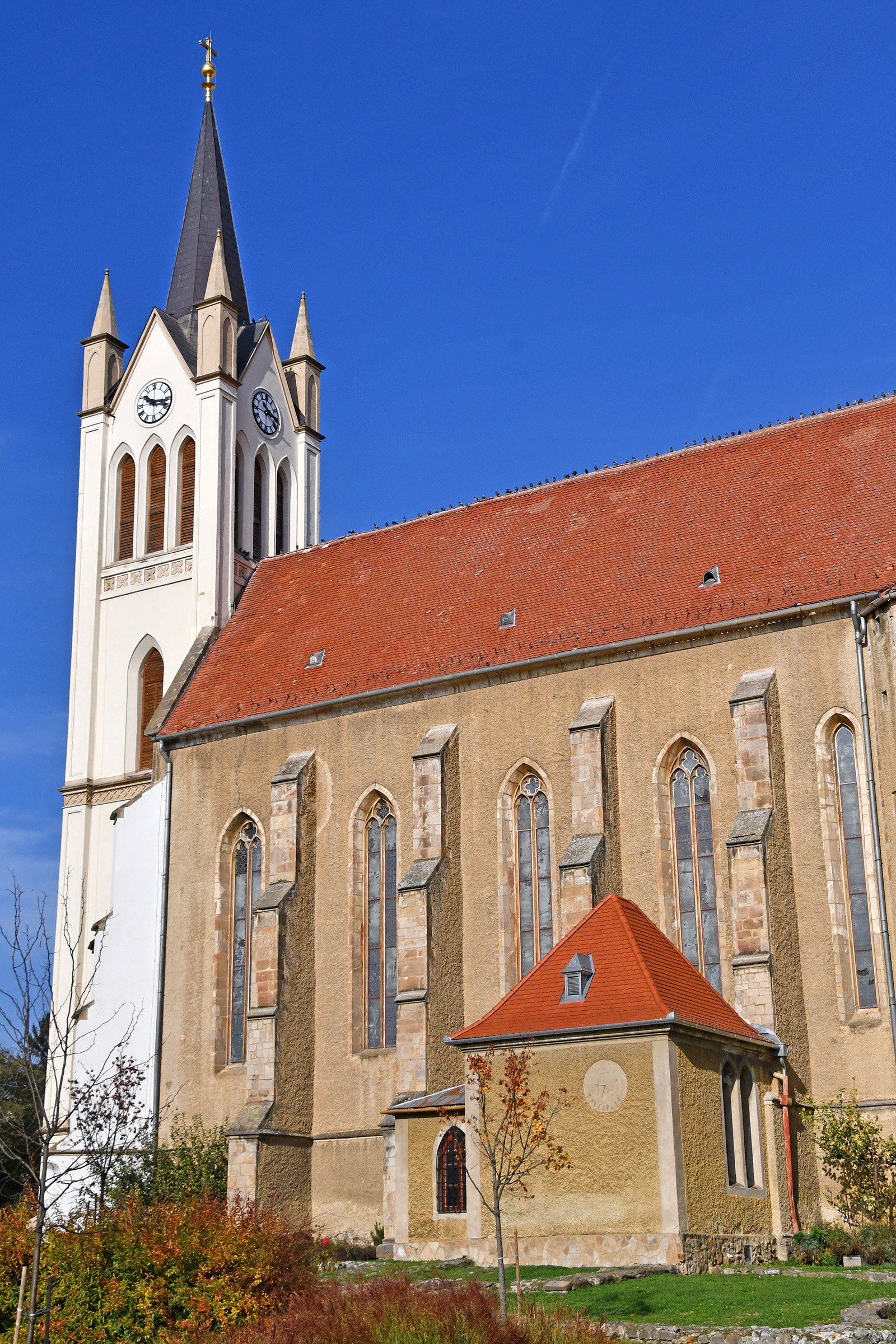
A gótikus Magyarok Nagyasszonya templom, Keszthely főterén

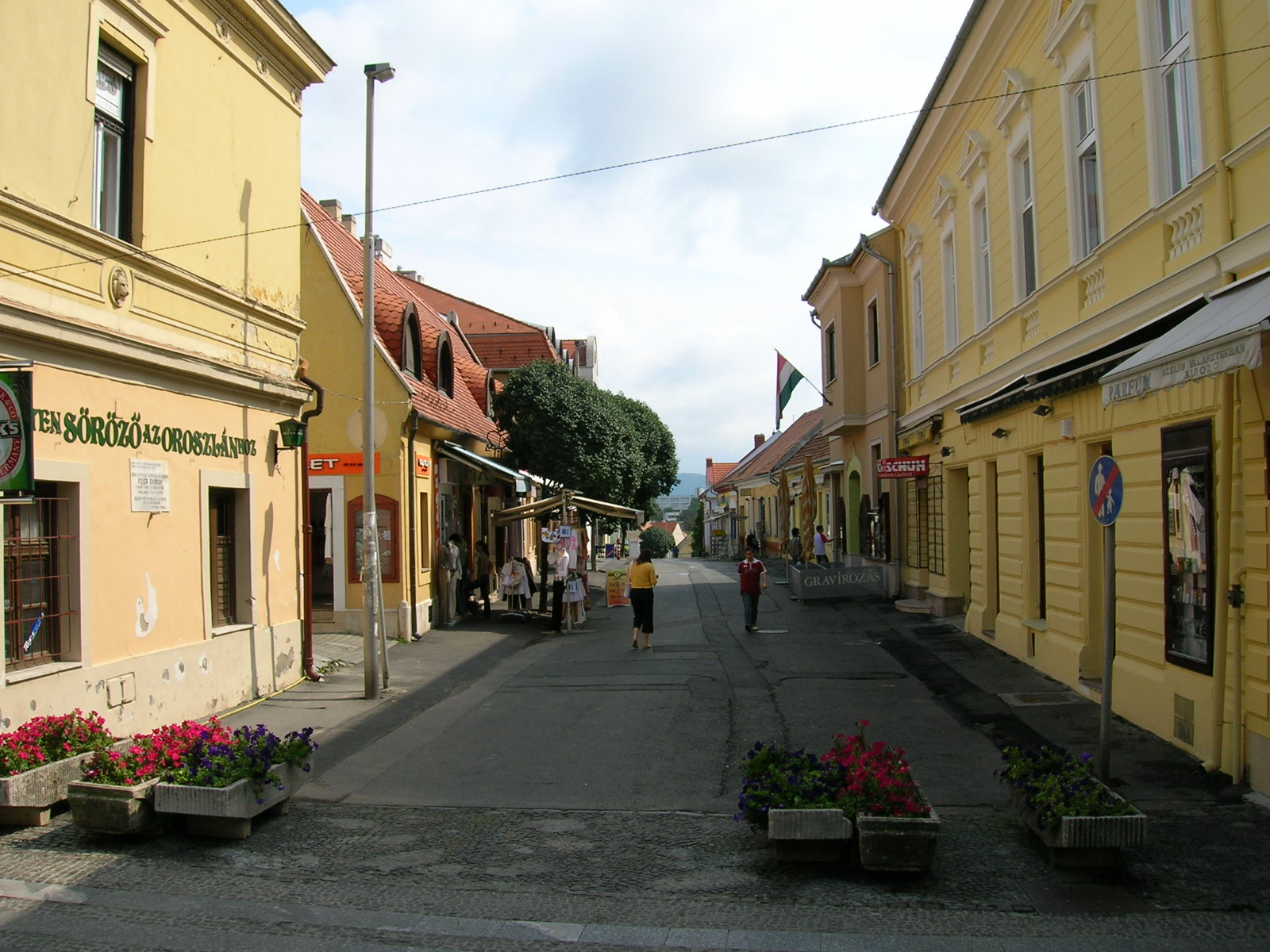
A Fejér György utca

Keszthelyt 1945. március 29-én este foglalták el a szovjet erők. 1950-ben a közigazgatási átszervezéssel Keszthely Veszprém megye része lett, ahol periferiális helyzetben maradt. Az 1954-ben városi rangra emelt Keszthelyen nem történt komolyabb fejlesztés az 1950-es, 1960-as években, így a város megőrizhette régi patináját. Az 1970-es években aztán új lakótelepekkel bővült a város, amelyekhez újabb iskolák épültek. A városban jelenleg öt középiskola működik, a Gazdasági Akadémiát 1970-ben emelték egyetemi rangra. Ebben az időszakban honosul meg itt a textilipar és az alkatrészgyártás is, amelyek azóta megszűntek. Megindult közben az idegenforgalom fejlesztése is, így 1971-ben átadták a 480 ágyas Helikon szállodát, 1985-ben pedig az 1959-ben épített Motel helyén a Phoenix Hotelt. Megújult a Hullám Szálló is. A város déli részén továbbá nagyobb vállalati üdülők épültek, amelyek ma többnyire panzióként üzemelnek. 1979-ben Keszthely és környéke Zala megyéhez csatlakozott.
1972-ben nyílt meg a Georgikon Majormúzeum. A Festetics-kastély az ország negyedik legnagyobb kastélyaként teljes felújítása után jelentős kiállításokkal és rangos zenei rendezvényekkel várja a látogatókat. A rendszerváltást követően a város komoly fejlődésnek indult. A kastély 500 éves pincerendszerében 2005 óta helyet kap a Balatoni Borok Háza, amely a hazai borászat egyik színfoltjaként, borkóstolóval egybekötött tárlatvezetéssel várja látogatóit. A kastély parkjában a volt lovardában található Magyarország legnagyobb megmaradt hintógyűjteménye; a gazdag kiállítást több kocsi és hintó alkotja, amely a híres budapesti Kölber Fülöp féle kocsigyárból származott.

## Közélete

### Polgármesterei
- 1990–1994: Dr. Szelestei Tamás (nem ismert)[10]
- 1994–1998: Dr. Kulcsár Péter (Fidesz-MDF-SZDSZ)[11]
- 1998–2002: Dr. Szabó Imre (Fidesz-MDF-KDNP-MKDSZ-VP)[12]
- 2002–2006: Mohácsi József (MSZP-SZDSZ)[13]
- 2006–2010: Ruzsics Ferenc (Fidesz-KDNP)[14]
- 2010–2014: Ruzsics Ferenc (Fidesz-KDNP)[15]
- 2014–2019: Ruzsics Ferenc (Fidesz-KDNP)[16]
- 2019–2022: Nagy Bálint (Fidesz-KDNP)[17]
- 2022–2024: Manninger Jenő (Fidesz-KDNP)[18]
- 2024– : Dr. Tóth Gergely (VÁRTAK – Városunkért Tenni Akarók Egyesület)[1]

A városban 2022. június 26-án azért kellett időközi polgármester-választást tartani, mert Nagy Bálint tavasszal országgyűlési mandátumot szerzett, s az összeférhetetlenség miatt lemondott városvezetői tisztségéről.

## Híres keszthelyiek
- Ágh Márton (1972-) jelmez-, díszlet- és látványtervező
- Asbóth Lajos (1803–1882) honvédtiszt, hadtudományi író
- Asbóth Sándor (1811–1868) mérnök, honvédtiszt
- Básti Lajos (1911–1977) Kossuth-díjas magyar színművész
- Itt született Berend József (1903–1985) magyar agrárközgazdász, egyetemi tanár
- Itt született Bernát Ottó, 1903-ig Singer Ottó (1872–1937) magyar újságíró, szakíró, ügyvéd
- Itt született Biró Zoltán (1874–1954) magyar erdőmérnök, miniszteri tanácsos, felsőházi tag
- Csik Ferenc (1913–1945) sportoló, a gyorsúszás olimpiai bajnoka
- egyházasbüki Dervarics Imre (1842–1910), földbirtokos, alszolgabíró, a Függetlenségi és Negyvennyolcas Párt keszthelyi kerületi elnöke, a Zala megyei nemesi és alapítványi választmány tagja, a Magyar Iparvédő Egyesület megyei elnöke, "Zalavármegyei Gazdasági Egyesület" tagja
- Farkas Gergő (1982–) magyar színész
- Fazekas Attila (1948) Korcsmáros Pál-díjas képregényrajzoló, illusztrátor

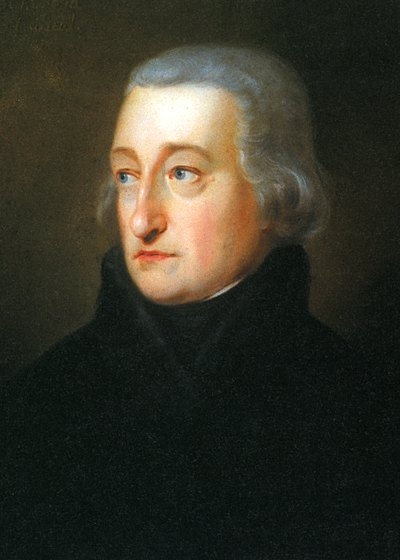
Festetics György

- gróf Festetics György (1755–1819) nagybirtokos
- gróf Festetics György magyar földbirtokos, diplomata, politikus, országgyűlési képviselő itt halt meg 1941-ben
- Gellei Imre (1950–) futballedző, a magyar labdarúgó-válogatott szövetségi kapitánya (2001–2003)
- Goldmark Károly (1830–1915) magyar zeneszerző
- Györe Imre (1934–2009) magyar költő, drámaíró, publicista.
- György János (1953–2019) Aase-díjas magyar színész, a Hevesi Sándor Színház örökös tagja
- Hertelendy Attila (1974) magyar színész
- Horkai János (1924–2010) Jászai Mari-díjas magyar színész, érdemes művész, a Nemzeti Színház örökös tagja
- Jankovics Anna (1982–) magyar színésznő
- Kármán András, nemzetgazdasági minisztériumi államtitkár
- Kelemen Endre (1933–2018) újságíró, televíziós szerkesztő, műsorvezető  Legismertebb műsora volt a Családi kör, amelyet 20 évig, 1974-től 1994-ig vezetett.
- Keczeli Bianka (1988–) többszörös sportlövő világbajnok
- Kocsis Gergely (1975 –) Jászai Mari-díjas magyar színész
- Itt halt meg vitéz gróf Kornis Elemér mezőgazdász, földbirtokos, országgyűlési képviselő (1890–1953)
- Kovács Mária (1926–2003) Jászai Mari-díjas magyar színésznő, érdemes művész
- László Boldizsár (1968–) énekes, a Cotton Club Singers korábbi tagja
- Lendl Adolf (1862–1943) zoológus
- Major Veronika (1997-) olimpiai bronzérmes sportlövő
- Mikus Gyula (1905–1996)
- Mosonyi Aliz (1944–) Déry Tibor-díjas és Év Gyermekkönyve életműdíjas magyar írónő, újságíró, dramaturg
- Nagy Ignác (1810–1854) író, újságíró, lapszerkesztő, költő, zenekritikus, a Kisfaludy Társaság tagja és az Magyar Tudományos Akadémia levelező tagja.
- Nováky Erzsébet (1945–) Akadémiai díjas egyetemi tanár, közgazdász, jövőkutató
- Nyeső Mari (1967–) magyar énekes, gitáros, zeneszerző, szövegíró
- Pethe Ferenc kisszántói (Bűdszentmihály, 1762. március 30. – Szilágysomlyó, 1832. február 22.) a keszthelyi Georgikon tanára, gazdasági szakíró.
- Schwarz Dávid technikus (1850–1897)
- Szálinger Balázs (1978–) József Attila-díjas költő
- Szendrey Júlia (1828–1868) író, (Petőfi Sándor felesége)
- Ujj Mészáros Károly (1968-) reklám- és filmrendező, forgatókönyvíró, filmproducer
- Itt született 1832-ben Vaszary Kolos történész, esztergomi érsek, az MTA igazgató tagja (szülővárosa szegényei számára 100 000 koronás, a keszthelyi főgimnáziumi tanulók részére pedig 50 000 koronás alapítványt tett)

## Nevezetességei

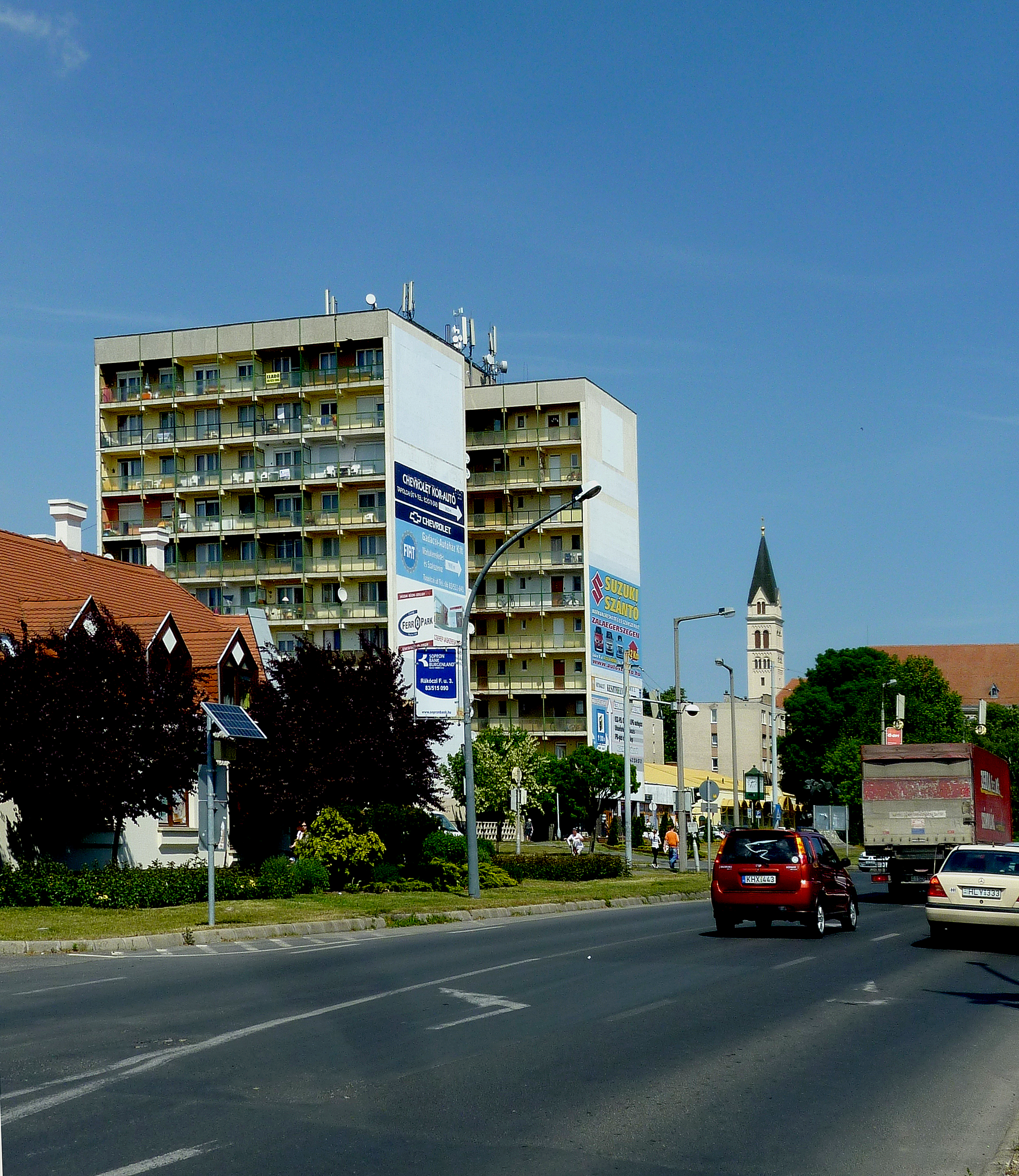
Keszthely, Vásár-tér

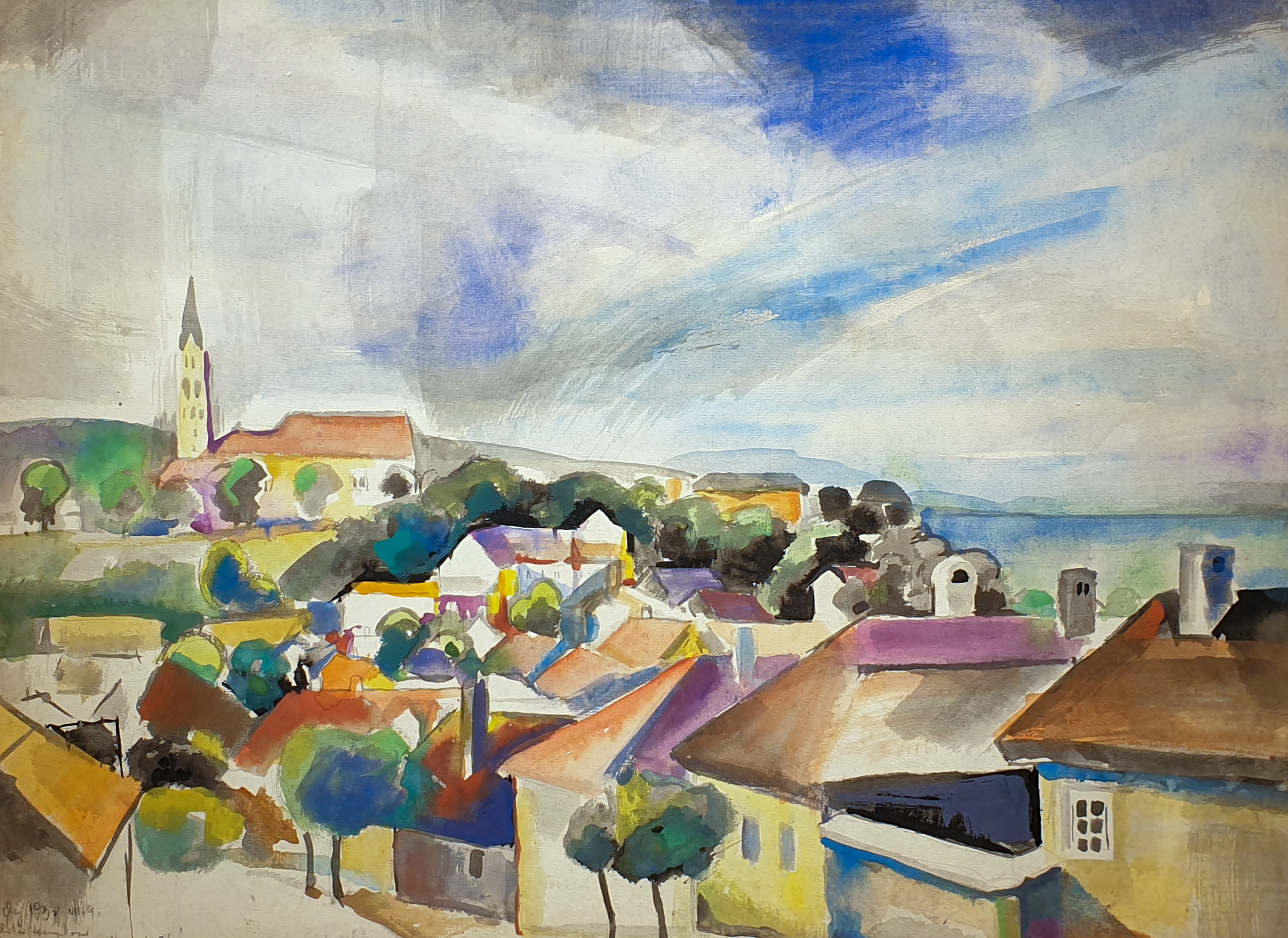
Patkó Károly festménye – Karmelita templom Keszthelyen

- Festetics-kastély (Helikon Kastélymúzeum)
- Magyarok Nagyasszonya plébániatemplom
- Kis Szent Teréz-templom

A Basilica Minor rangú templom alapkőletétele 1927 májusában volt. 1938. május 22-én szentelte fel Piazza Adeodata velencei – karmelita rendi – pátriárka. Az 1930-as évszám arra utal, hogy a karmelita szerzetesek egy része abban az évben már beköltözhetett.
- Balatoni Múzeum
- Georgikon Majormúzeum
- Keszthelyi Pantheon
- Marcipán Múzeum és Cukrászda
- Mikus Galéria
- Keszthelyi Néprajzi Múzeum – Panoptikum – Csigaparlament
- Rádió és tv Múzeum
- Keszthelyi zsinagóga
- Surber Zeneautomata és Fonográf Múzeuma[21]
- Balatoni Borok Háza
- Bacchus Bor- és Borászatieszköz-múzeum
- Szendrey Júlia szülőháza Szendrey-telepen
- Fenékpusztán a római Valcum romjai
- Fenékpusztai Madárvonulás-kutató Állomás
- Babamúzeum
- Vasúttörténeti Múzeum

- A város déli határa közelében kezdődik a Kis-Balaton nádasrengetege

- A településen áthalad az Országos Kéktúra.

- Korábban a városban működött a Cadillac Múzeum is,[22] de az 2021-ben elköltözött.

## Oktatás

### Felsőoktatás
- Magyar Agrár- és Élettudományi Egyetem Georgikon Campus[23]

## Gazdaság
A város Zala vármegye keleti részének komoly gazdasági központja. Bevételeinek nagy részét a szolgáltatási szektorból szerzi, ezen belül is kiemelkedően fontos az idegenforgalom szerepe, amelyet történelmi látnivalóinak, de leginkább a Balaton közelségének köszönhet.
Az idegenforgalom mellett könnyű- és élelmiszeripara is fejlett. Tej- és pékipari üzem is működik a városban.
A városban kórház, adóhivatal, bíróság, rendőrkapitányság, strand, vasút- és autóbusz-állomás, hét bank, illetve nyolc biztosítótársaság van.
A városban polgárőrség működik.

## Kultúra

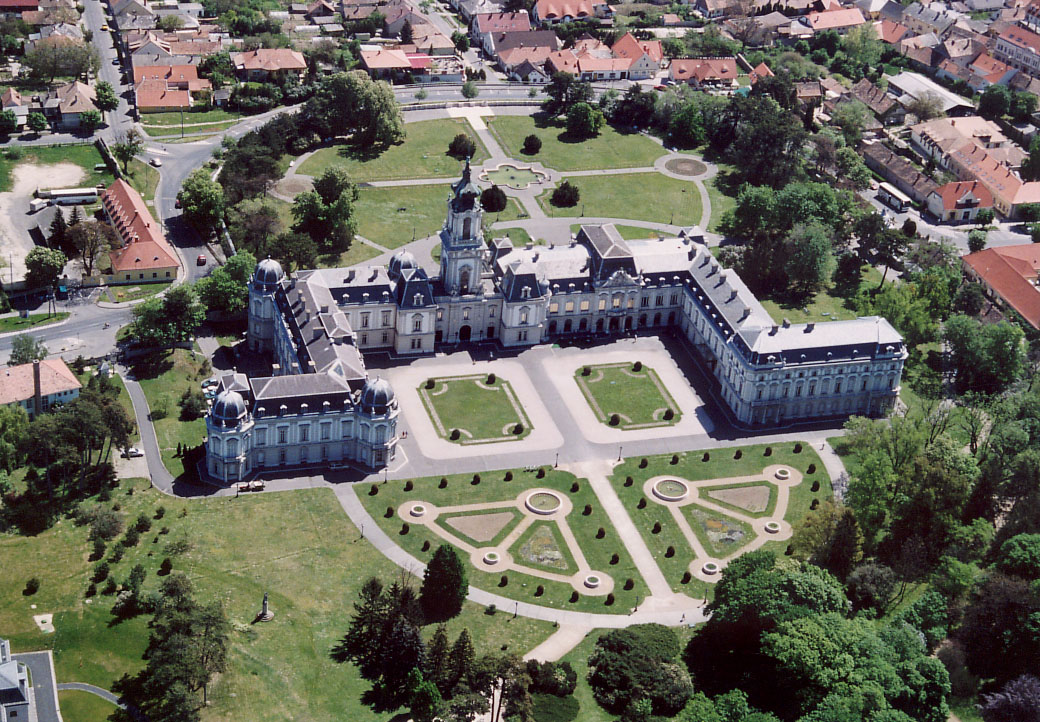
Festetics-kastély légi felvételen

A város a környék kulturális központja. A Helikon könyvtár mellett önkormányzati könyvtár is működik a városban. A Helikon könyvtár gyűjteményét a Festetics család hozta létre. A könyvek között több régi enciklopédia és régi nyomat található.
A városban működik a Pannon Egyetem Georgikon Kara.
A város minden évben több kulturális eseménynek ad helyet, amelyek egy részét a Festetics-kastély dísztermében szervezik. Önálló kongresszusi központtal és színházzal rendelkezik.
2011-ben Keszthely-Klassz Fesztivál és Mesterkurzus elnevezéssel www.keszthelyklasszfesztival.hu a környéken egyedülálló nemzetközi komolyzenei fesztivált és mesterkurzust rendeztek, többek között Sass Sylvia, Rost Andrea, Fassang László, Eric Herrero és a fesztiválvezető Bálint NatáLia közreműködésével. A siker ellenére folytatás egyelőre nem várható.
2013 óta minden szeptember elején nemzetközi verklifesztivált rendeznek a városban.

## Népesség
A település népességének változása:
| Lakosok száma | 20 382 | 20 215 | 19 387 | 19 074 | 18 039 | 18 031 | 17 849 |
|               | 2013   | 2014   | 2018   | 2021   | 2022   | 2023   | 2024   |

A 2011-es népszámlálás idején a nemzetiségi megoszlás a következő volt: magyar 83,6%, német 2,1%, cigány 0,6%, horvát 0,2%. (16,1% nem nyilatkozott; a kettős identitások miatt a végösszeg nagyobb lehet 100%-nál). 54,5% római katolikusnak, 3,2% reformátusnak, 1,6% evangélikusnak, 11,5% felekezeten kívülinek vallotta magát (27,6% nem nyilatkozott).
2022-ben a lakosság 88,6%-a vallotta magát magyarnak, 2,5% németnek, 0,5% cigánynak, 0,2% ukránnak, 0,2% horvátnak, 0,1-0,1% bolgárnak, ruszinnak és románnak, 3,3% egyéb, nem hazai nemzetiségűnek (10,6% nem nyilatkozott; a kettős identitások miatt a végösszeg nagyobb lehet 100%-nál). Vallásuk szerint 44,7% volt római katolikus, 3,1% református, 1,5% evangélikus, 0,3% görög katolikus, 0,2% ortodox, 0,1% izraelita, 1,4% egyéb keresztény, 1% egyéb katolikus, 9,7% felekezeten kívüli (37,7% nem válaszolt).
A város lakosságszáma nagyjából az 1990-es évek végéig növekedett, azóta viszont folyamatosan csökkent.
Keszthely népességének alakulása 1870-tól 2011-ig:
| Év   | Népesség (fő) | Év   | Népesség (fő) |
| ---- | ------------- | ---- | ------------- |
| 1870 | 5784          | 1949 | 12394         |
| 1880 | 6365          | 1960 | 15127         |
| 1890 | 7367          | 1970 | 17904         |
| 1900 | 8571          | 1980 | 21736         |
| 1910 | 9781          | 1990 | 22234         |
| 1920 | 10652         | 2001 | 22388         |
| 1930 | 11070         | 2011 | 20619         |
| 1941 | 12429         |      |               |

## A település az irodalomban
- Érintőlegesen szerepel a város Bödőcs Tibor humorista első regényében, a zalai vidéki helyszínek sokaságát felvillantó Meg se kínáltak című kötetben (annak több fejezetében is).

## Testvérvárosai
- Székelyudvarhely, Románia
- Boppard, Németország
- Delden, Hollandia
- Łańcut, Lengyelország
- Litomyšl, Csehország
- Lőcse, Szlovákia
- Piran, Szlovénia
- Piwniczna-Zdrój , Lengyelország
- Alanya, Törökország[29]

## Képgaléria

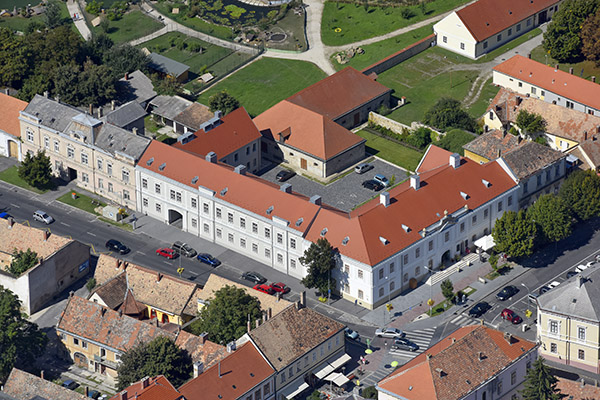
Keszthely légi felvételen
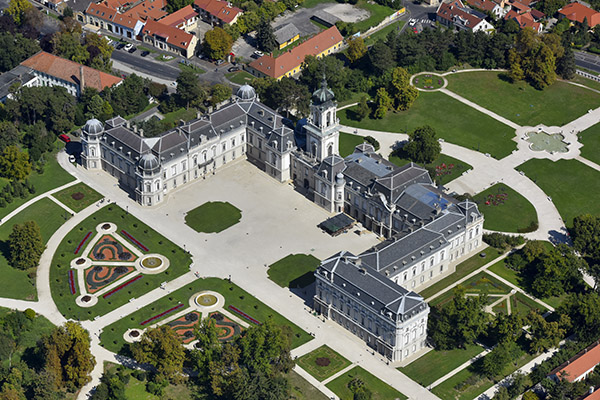
Keszthely, Festetics-kastély légi fotón
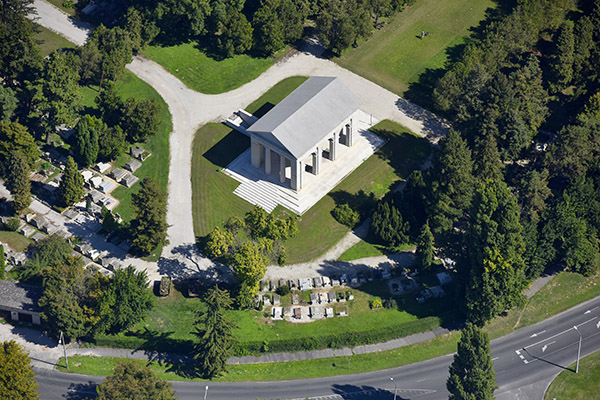
Festetics-mauzóleum a levegőből, Keszthely
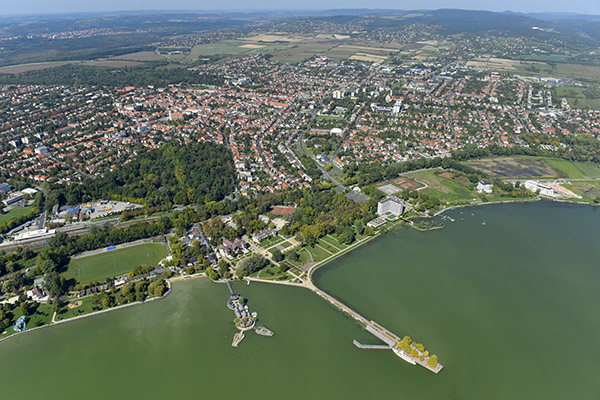
Keszthely látképe madártávlatból
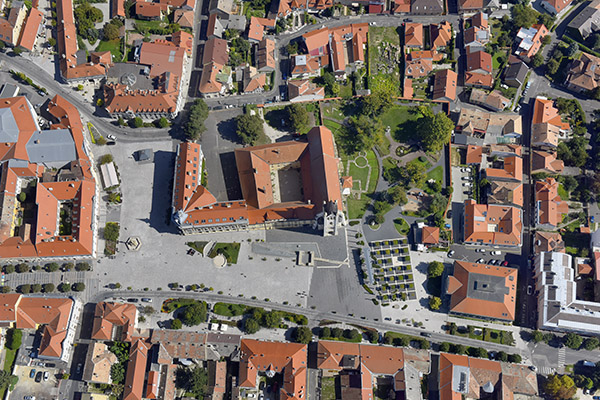
A Magyarok Nagyasszonya-templom Keszthely, légi fotó
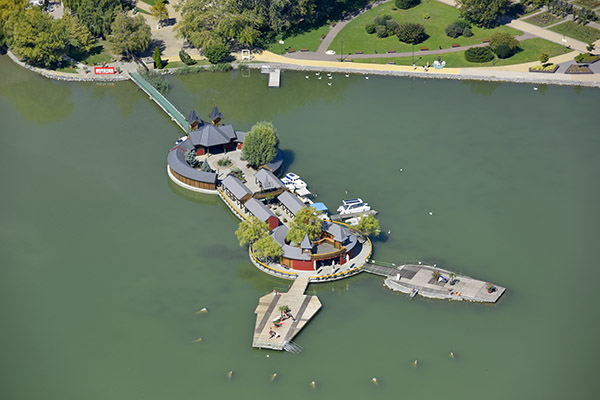
A keszthelyi Sziget Café magasból fényképezve
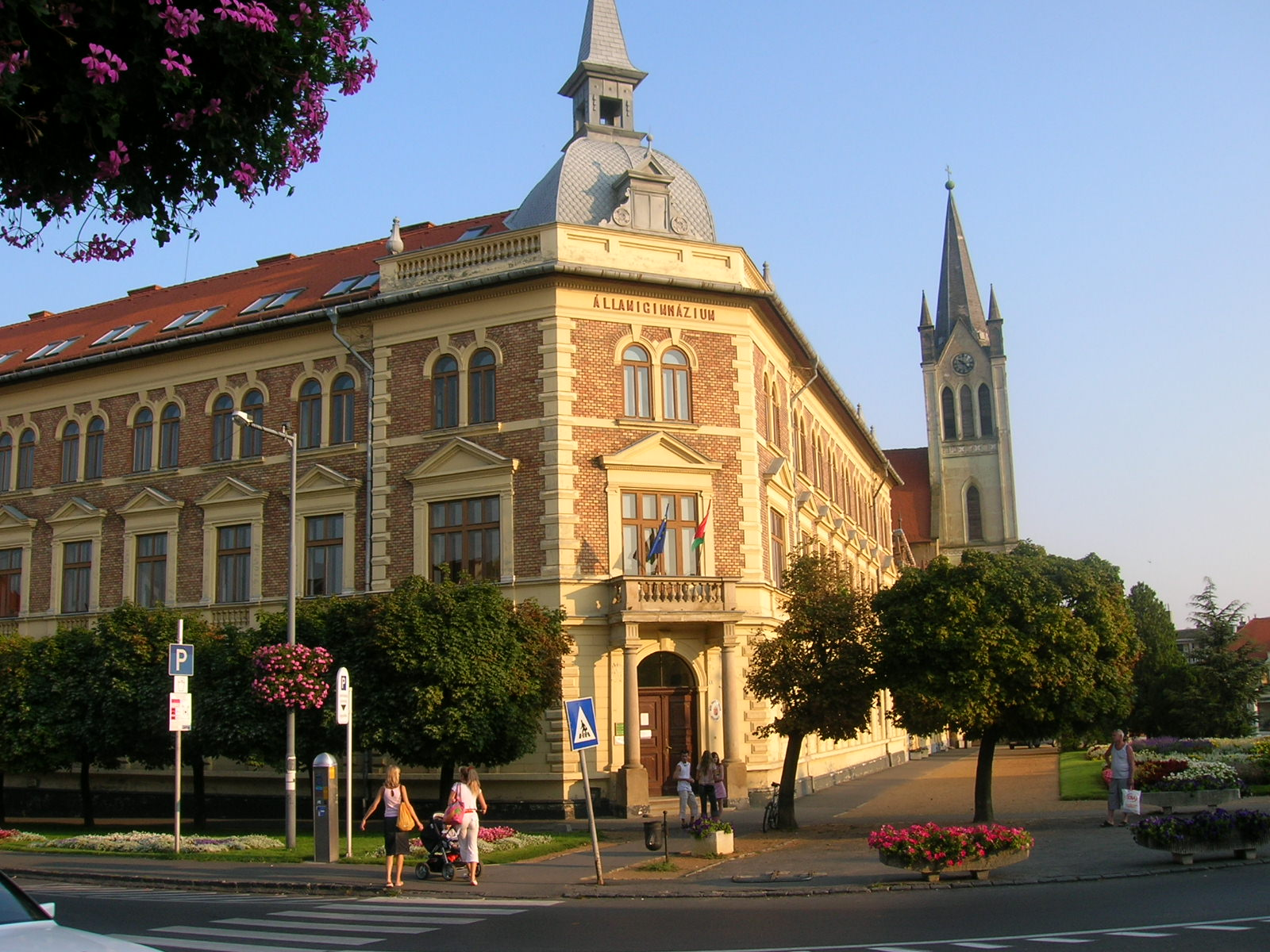
Vajda János Gimnázium a Fő téren
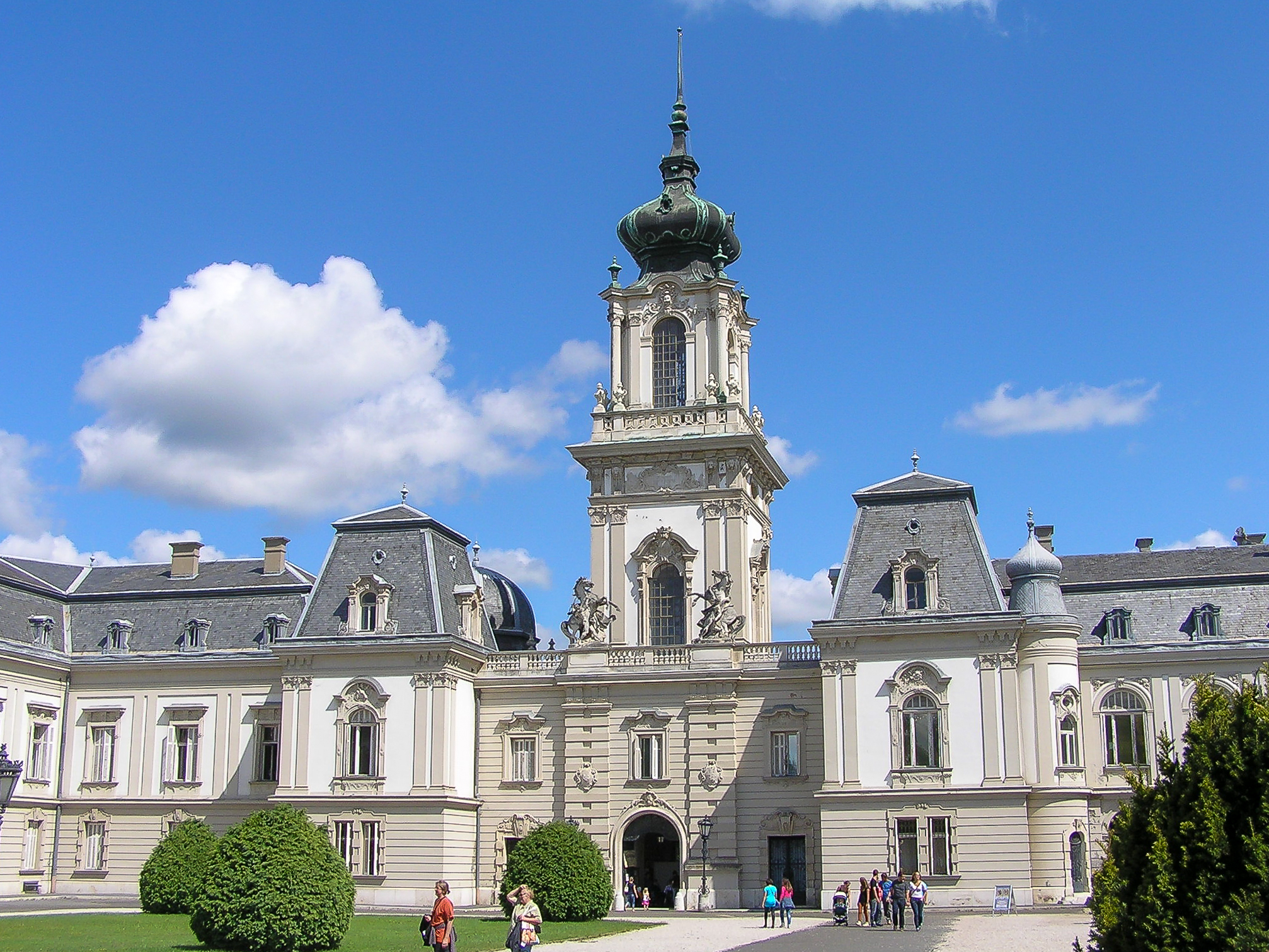
Festetics-kastély
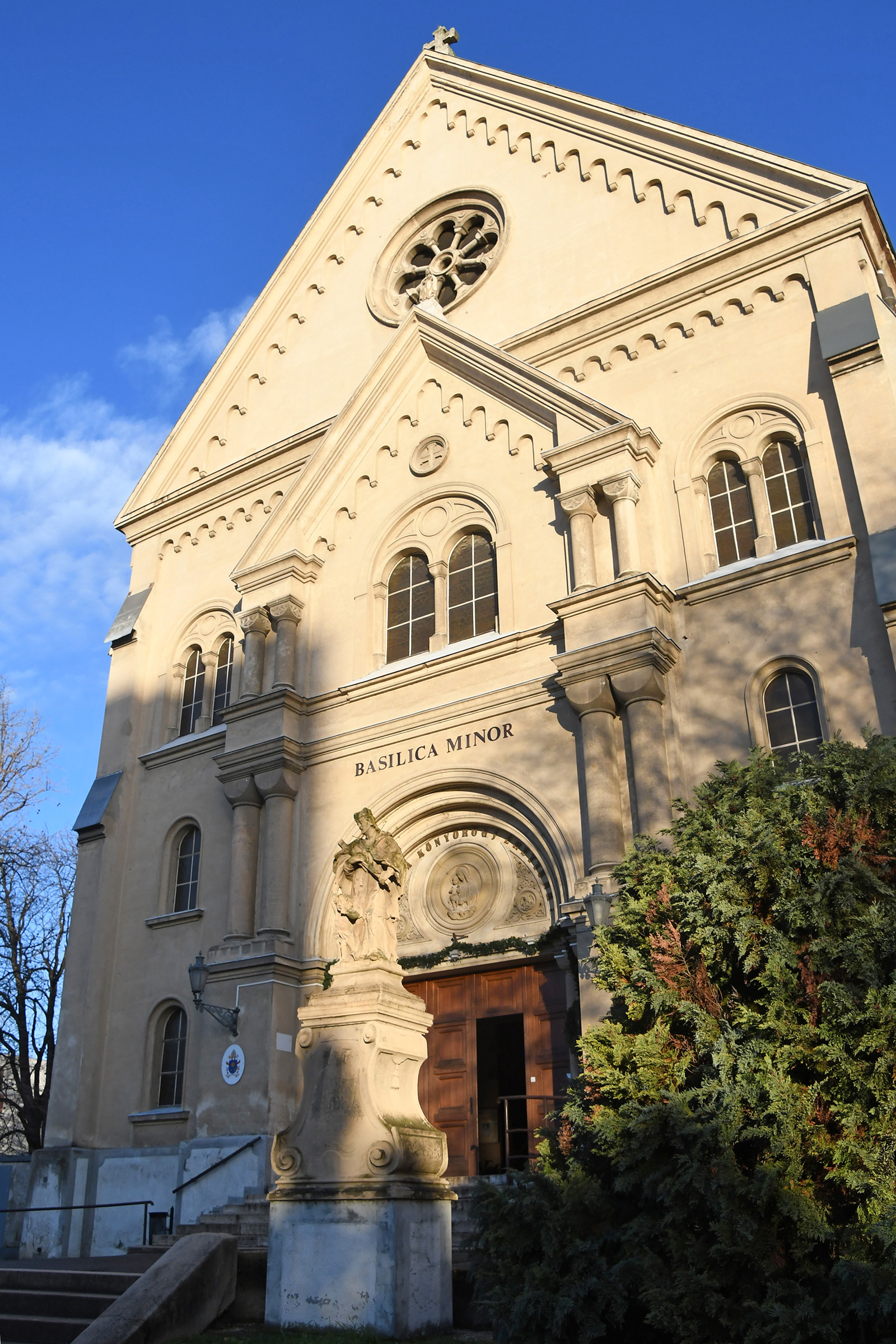
A Kis Szent Teréz karmelita templom
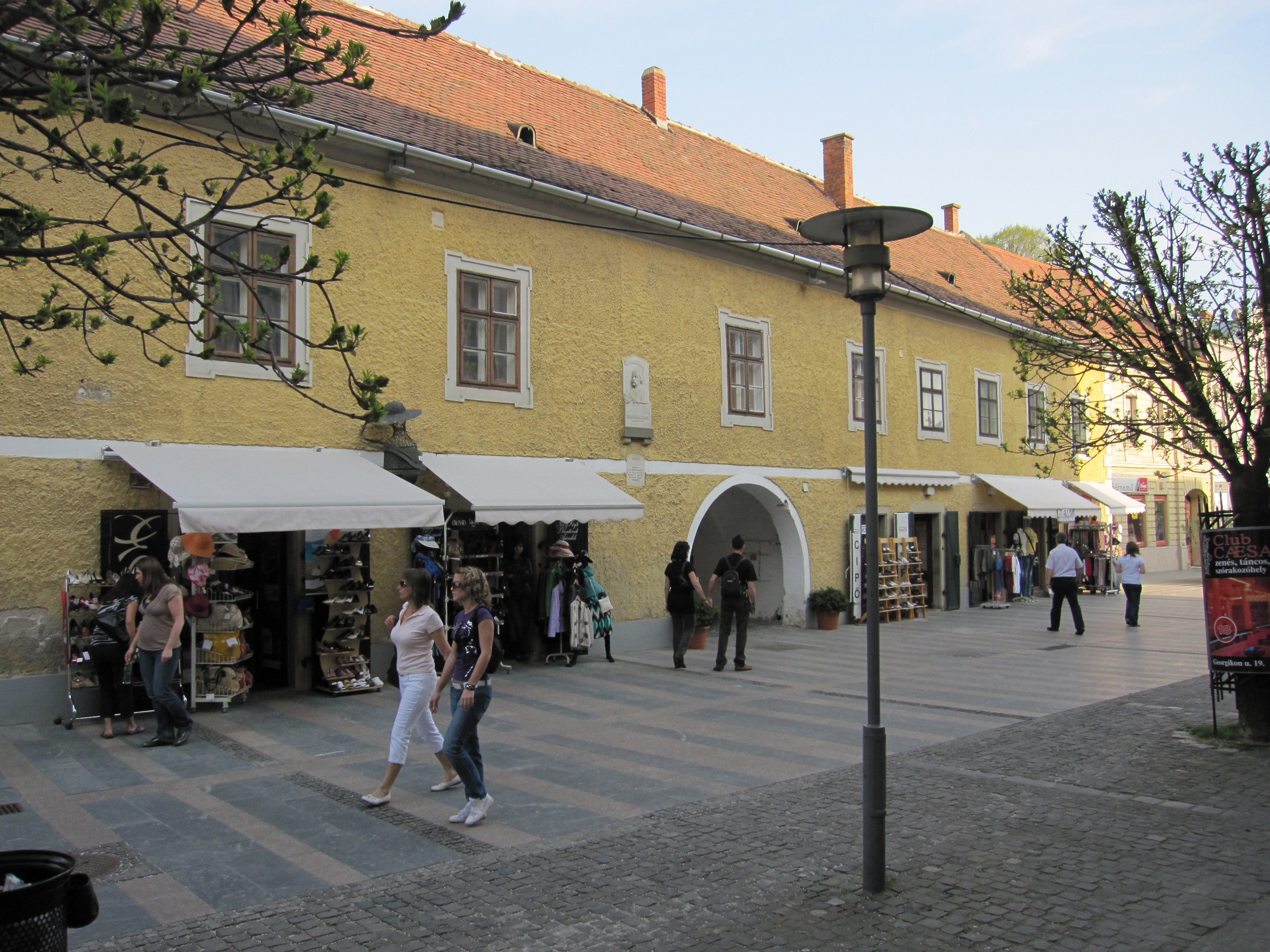
Goldmark-ház
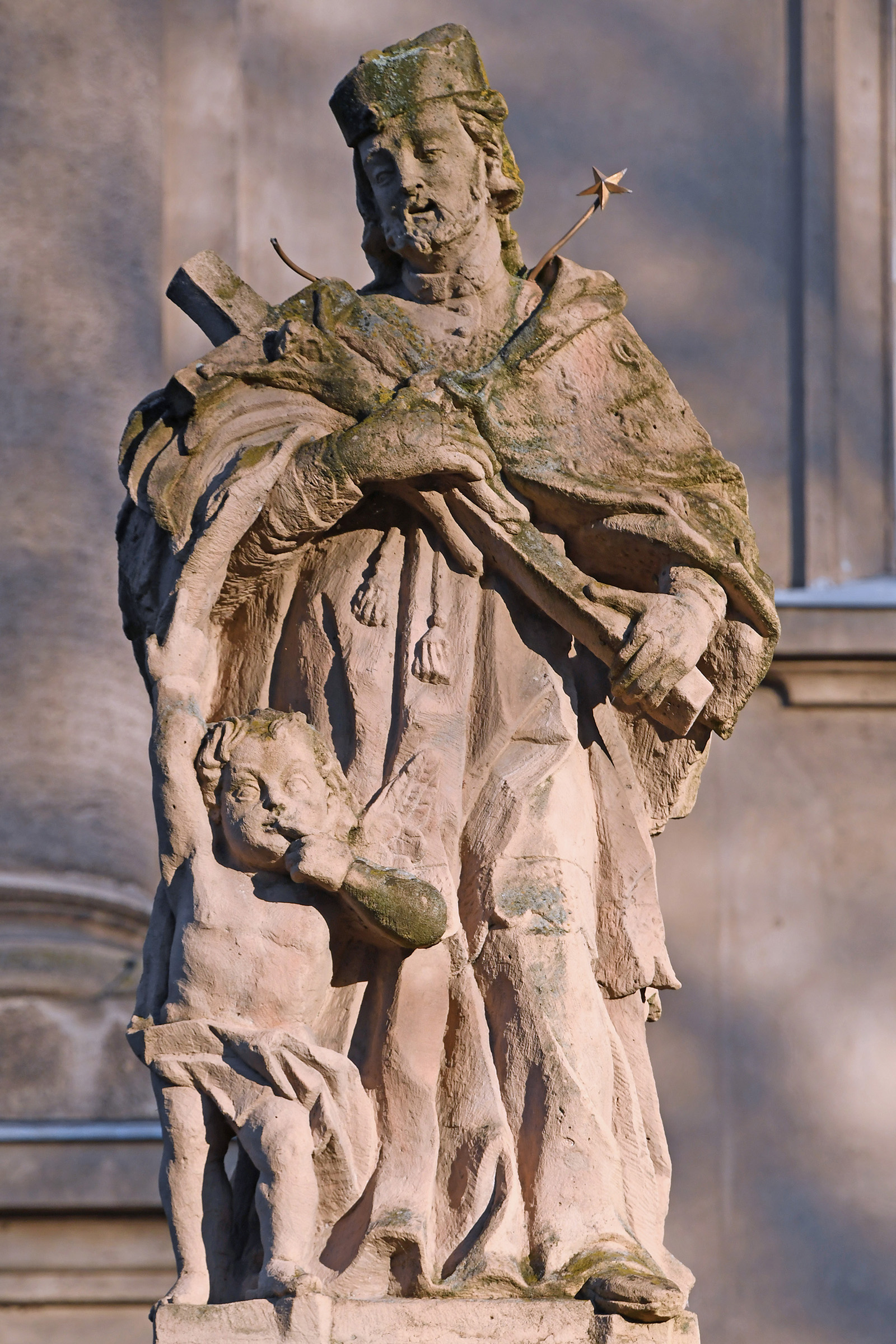
Nepomuki Szent János-szobra
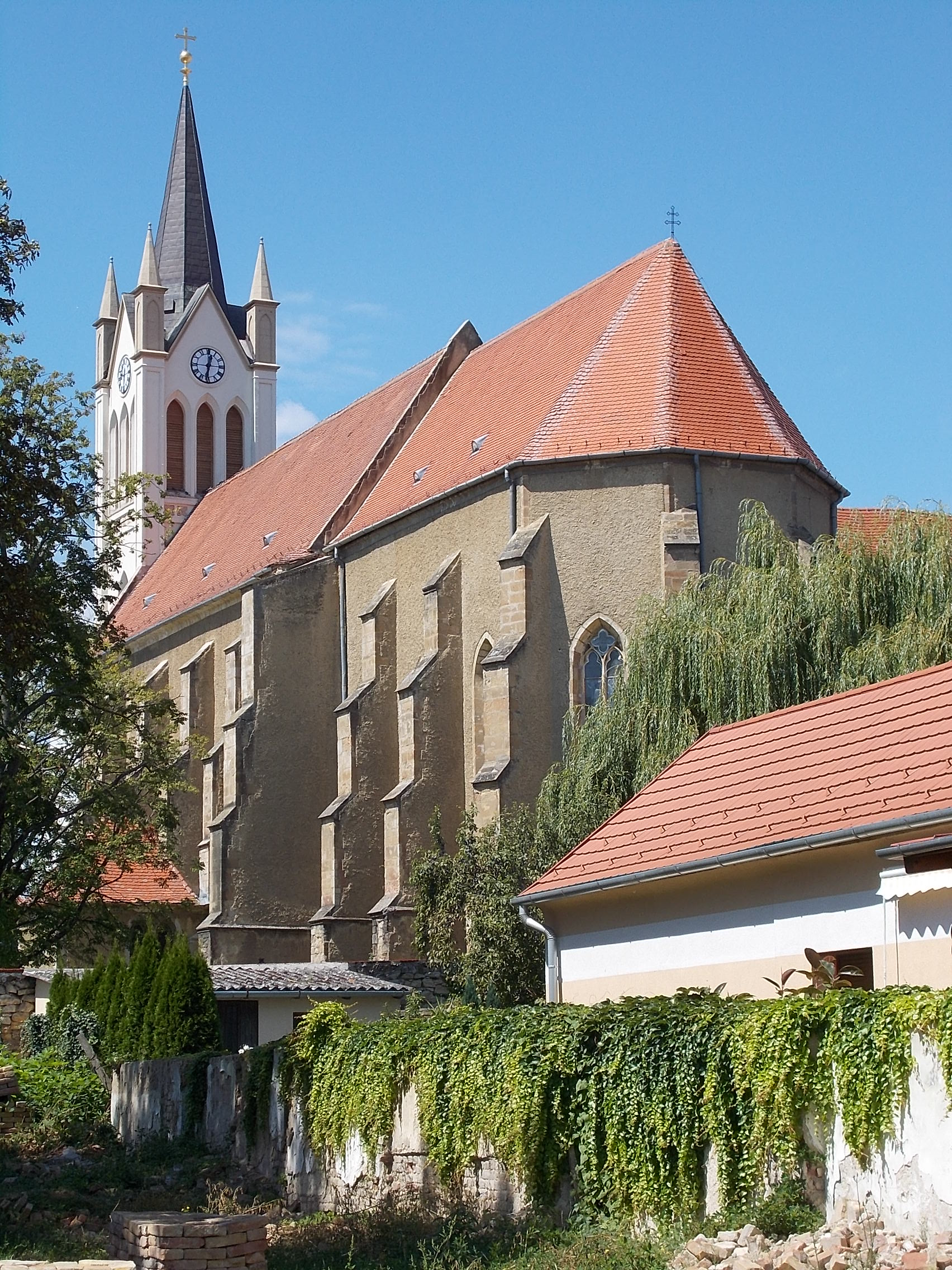
Magyarok Nagyasszonya-templom